# Общество Тямпы

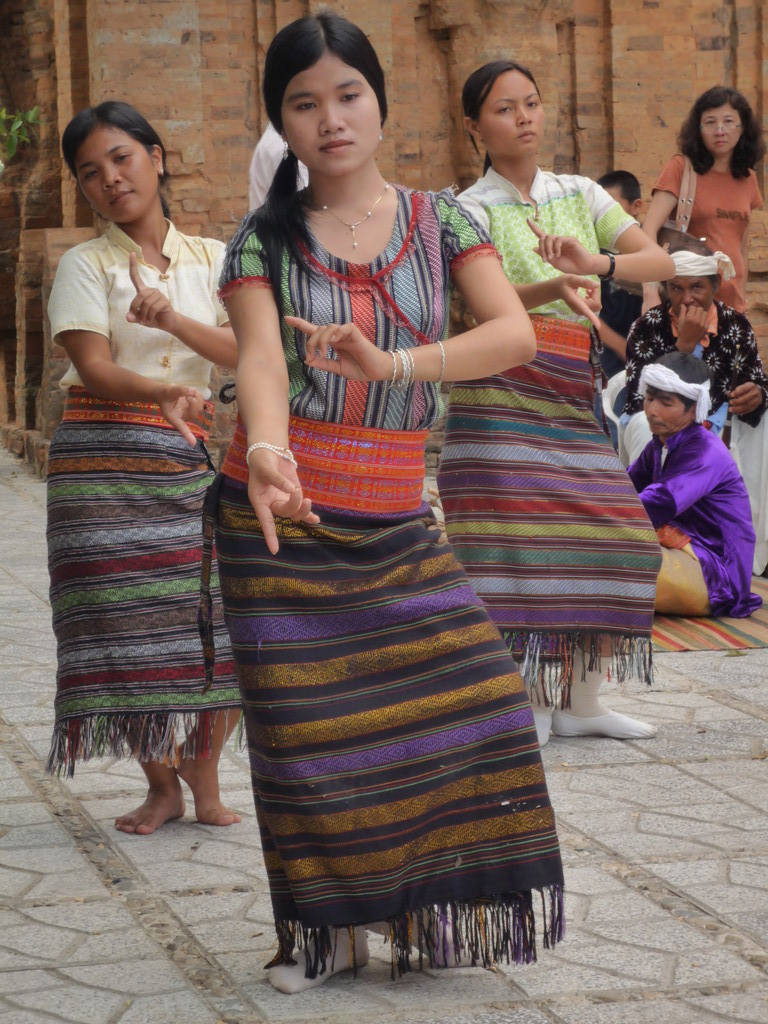
Современные тямы — потомки древнего населения Тямпы

Общество Тямпы во многом сложилось на основе индийской культуры, которая интегрировала в себя существовавшие здесь обычаи и традиции более раннего периода. Повседневная жизнь древних тямов была ориентирована на море, что оказывало сильное влияние на быт и культуру жителей приморских долин. Также большую роль в жизни тямов играли пришлые индийские религии — индуизм и в меньшей степени буддизм — которые включили в свой обширный пантеон божества из местных культов и верований.
Население Тямпы было достаточно однородным, в этническом отношении преобладали древние тямы. Лишь на окраинах своего государства тямы контактировали и частично смешивались со своими соседями — вьетами на севере, кхмерами на юге и горными племенами на западе. Заселив в начале нашей эры прибрежные районы центрального Вьетнама, к V веку тямы подверглись сильному влиянию индийской цивилизации, восприняли индуизм и индийскую письменность. Огромное значение для дальнейшей истории тямов имел так называемый «Марш на юг» (вьет. Nam tiến; нам тьен) — постепенная колонизация вьетами тямских земель, начавшаяся в XI веке.
В 1471 году вьеты разрушили тямскую столицу Виджайю и захватили бо́льшую часть страны. Некоторую автономию сохранили лишь два южных тямских царства — Каутхара и Пандуранга. Несмотря на потерю своей основной этнической территории и частичный отход от индуизма, потеснённого исламом, в целом тямы сохранили своё национальное самосознание и чувство принадлежности к некогда блестящей культуре предков. Из тямских надписей, дошедших до наших дней, очень мало известно о деталях народного быта, культуре и обычаях простых тямов, основной массив информации касается правящих династий и религиозных вопросов.

## Источники

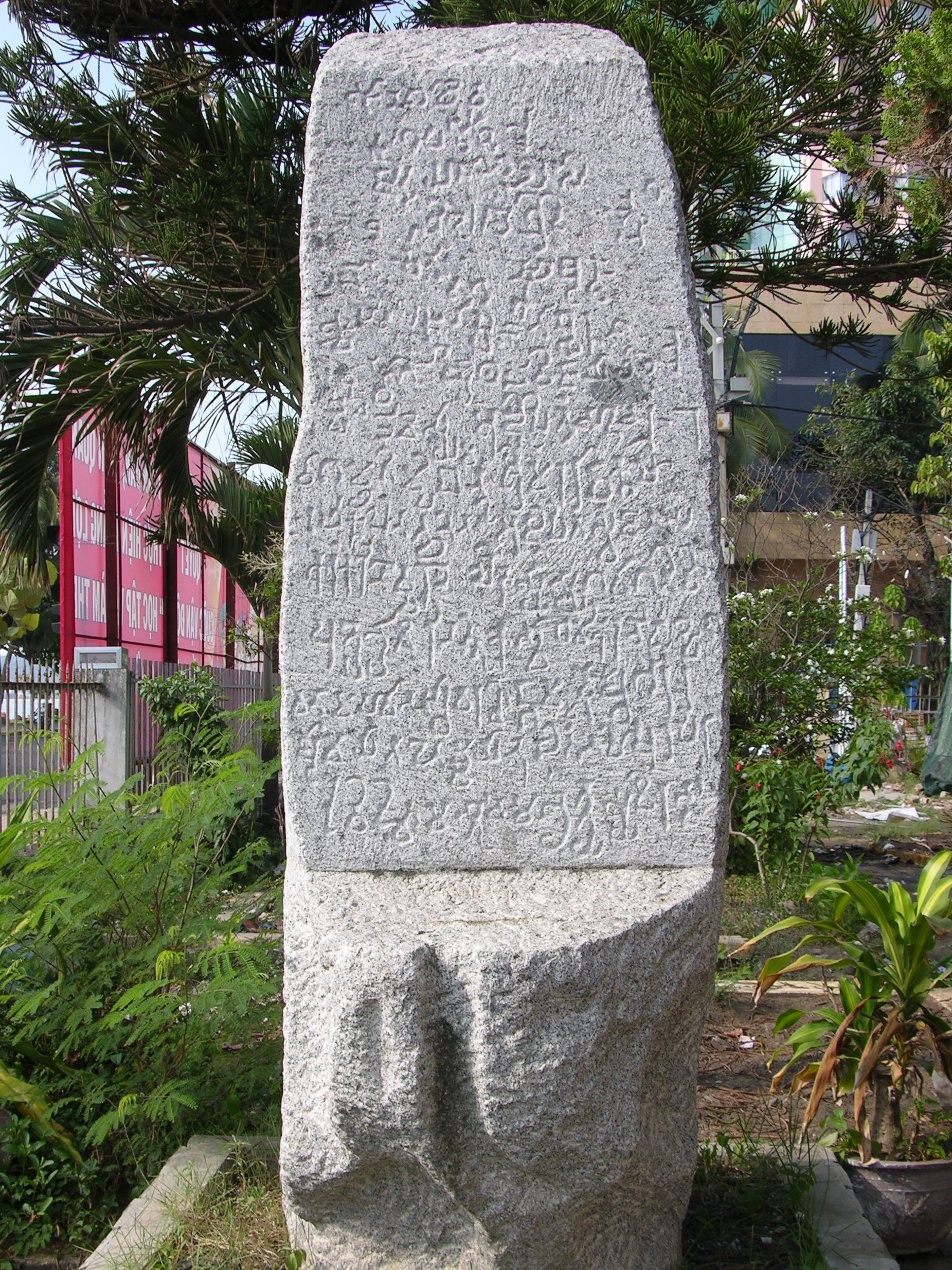
Копия тямской стелы с надписью на санскрите

## Этногенез и расселение
Древние тямы являлись австронезийским народом, который в начале нашей эры заселил приморские долины центрального Вьетнама и создал там несколько царств. Предшественниками тямов на этой территории были люди культуры Сахюинь, но насколько они повлияли на состав, расселение и культуру ранних тямов науке неизвестно. Этногенез тямов до конца не изучен, вероятно, они прибыли на побережье Вьетнама морем с островов Малайского архипелага (язык современных тямов близок к малайскому и ачехскому языкам, но имеет большое число заимствований из санскрита). Современные учёные-этнографы склоняются к тому, что родиной первых волн тямских переселенцев было северо-западное побережье острова Калимантан (поэтому предков древних тямов относят к «протомалайцам» или «протоиндонезийцам»).
Заселяя приморские территории, древние тямы оттесняли и частично ассимилировали жившие в центральном Вьетнаме автохтонные племена. Сегодня эти народности, сосредоточенные на плато Тэйнгуен, известны под названием горных тямов и близких к ним тхыонгов. Фактически, это горные кхмеры мон-кхмерской языковой семьи, в разной степени воспринявшие культуру тямов или чамские языки. К народам, наиболее подвергшимся тямскому влиянию, этнографы относят раглай и тюру, а также зярай и эде, отчасти — мнонгов.
В итоге тямы заселили протяжённую приморскую территорию, которая на севере вплотную приближалась к дельте Красной реки, на западе была ограничена Аннамскими горами, а на юге — дельтой Меконга. В северной части центрального Вьетнама тямы заселили княжество Линьи, которое постепенно вошло в состав Тямпы. Кроме того, тямы составляли значительную часть населения кхмерского царства Фунань, занимавшего дельту Меконга и земли вокруг озера Тонлесап. Длительное время на побережье Тямпы прибывали новые волны переселенцев, родственные древним тямам и потому быстро ассимилировавшиеся ими. Это были преимущественно австронезийцы с полуострова Малакка, с островов Суматра, Ява и Калимантан, в значительно меньшей степени — австронезийцы с Филиппинских островов и Тайваня.

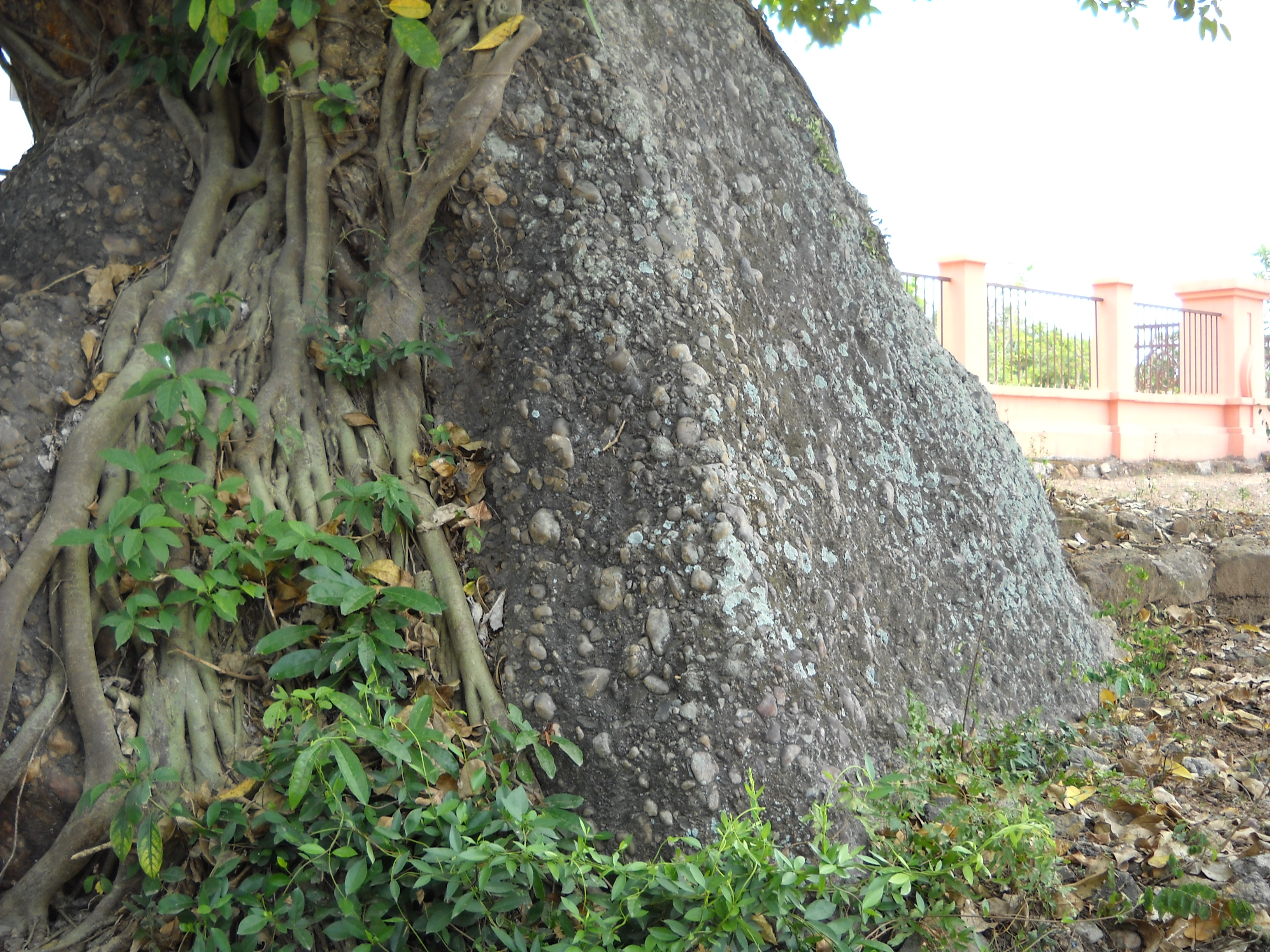
Остатки крепостных стен Симхапуры в Чакьеу

Первые государственные образования тямов возникли вокруг города Симхапура, служившего столицей княжества Линьи (территория между современными провинциями Куангбинь и Куангнам). Со второй половины IX века центром Тямпы была Индрапура (нынешняя провинция Куангнам), с середины XI века — Каутхара (Кханьхоа) и Пандуранга (Ниньтхуан), с середины XII века — Виджайя (Биньдинь). С началом правления Индрапурской династии (875 год) в источниках появляется и топоним «Тямпа» («земля тямов»). Тогда тямская территория охватывала земли от Куангбиня на севере до Ниньтхуана на юге.
Со второй четверти XI века начинается постепенная колонизация северных тямских земель вьетами, продвигавшимися из долины Красной реки. В 1145 году Тямпу ненадолго завоевал кхмерский царь Сурьяварман II, в 1190 году — кхмерский царь Джайаварман VII. В этот период тямы испытали сильное культурное влияние кхмеров, продолжавшееся до середины XIII века.
Во второй половине XIV века Тямпа переживала период расцвета, её войска трижды захватывали Тханглонг и хозяйничали в дельте Красной реки. Тямы настолько активно селились на землях вьетов, что в 1374 году император издал указ, запретивший разговаривать на чамском языке в пределах Дайвьета. Однако уже в начале XV века вьеты возобновили захват и заселение тямских земель. В 1446 году вьеты разрушили тямскую столицу Виджайю, а в 1471 году окончательно стёрли её с лица земли и навсегда покорили центральную Тямпу. Остатки тямской государственности сохранились лишь к югу от мыса Кега. Полуавтономные царства Каутхара и Пандуранга имели тесные связи с Малаккским султанатом, благодаря чему среди тямов стал распространяться ислам.
В 1499 году император Дайвьета издаёт указ, которым запрещает всем вьетам, от князя до простолюдина, брать в жёны тямских женщин. В 1509 году вьеты устраивают резню тямов, проживавших в окрестностях столицы Дайвьета и якобы замешанных в некоем «заговоре». Таким образом была истреблена большая тямская община, проживавшая в дельте Красной реки.

### Марш на юг
Между тямами и вьетами издавна существовали пограничные споры, нередко перераставшие в вооружённые конфликты. Около 1025 года начался так называемый «Марш на юг» (вьет. Nam tiến; нам тьен) — длительный спланированный процесс вьетской колонизации тямских земель, проводившийся как силовыми, так и дипломатическими методами. Вьеты стали захватывать тямские земли и заселять их колонистами из перенаселённой долины Красной реки. Прибрежные долины, ранее находившиеся под контролем тямов, были населены менее плотно, чем вьетские земли, и вьетские переселенцы быстро становились доминирующим элементом в новых областях.
Продвижение вьетов шло вдоль равнин побережья, они не углублялись в джунгли горных районов, населённых «дикарями» (мой). Захваченные области и царства становились провинциями Дайвьета, а их тямское население — национальным меньшинством. Мирная колонизация сопровождалась постепенной языковой и религиозной ассимиляцией тямов, принятием ими вьетских социальных институтов. В 1036 году вьеты основали свой лагерь в нынешней провинции Нгеан, положив таким образом начало колонизации южных земель. К середине XI века вьеты заняли земли нынешней провинции Хатинь, в 1069 году они аннексировали три северных округа Тямпы (территорию нынешних провинций Куангбинь и Куангчи). В 1075 году император Дайвьета издаёт указ с призывом колонизировать вновь приобретённые земли, а в 1103 году тямы ненадолго отбивают спорные округа. Во второй половине XII века граница между тямами и вьетами установилась в районе перевала Хайван.
В начале XIV века тямский царь Джайя Симхаварман III женился на вьетской принцессе, взамен уступив вьетам два округа, лежавшие к северу от перевала Хайван (юг нынешней провинции Куангчи и север провинции Тхыатхьен-Хюэ). Вскоре царь умер, принцесса бежала из Тямпы, а спорные земли надолго стали предметом раздора между тямами и вьетами. В 1402 году под угрозой массированного вторжения тямский царь уступает вьетам северную часть нынешней провинции Куангнам. Однако вьеты не останавливаются на достигнутом, они направляют поток переселенцев в южную часть Куангнама, а также захватывают северную часть нынешней провинции Куангнгай. Во главе местного населения вьеты ставили тямских князей, перешедших на сторону победителей, а недовольных тямских крестьян усмиряли налоговыми послаблениями и раздачей земли. Лишь очередная китайская оккупация Дайвьета (1407—1427) ненадолго приостановила продвижение вьетов на юг. Заселение и ассимиляция тямских земель были настолько успешными, что когда в 1433 году тямы выступили в поход на Дайвьет, жители Куангнама сражались уже на стороне вьетского императора.
В 1471 году вьеты разрушили тямскую столицу Виджаю и разделили бывшее тямское царство между своими мандаринами. В новых провинциях Дайвьета открылись школы, в которых тямов учили вьетнамскому языку, для освоения новых земель власти направляли потоки вьетских переселенцев. Большая часть тямов, попавших под власть Дайвьета, со временем была ассимилирована, незначительная часть переселилась в сохранявшие некоторую автономию тямские царства Каутхара и Пандуранга.

### Урбанизация

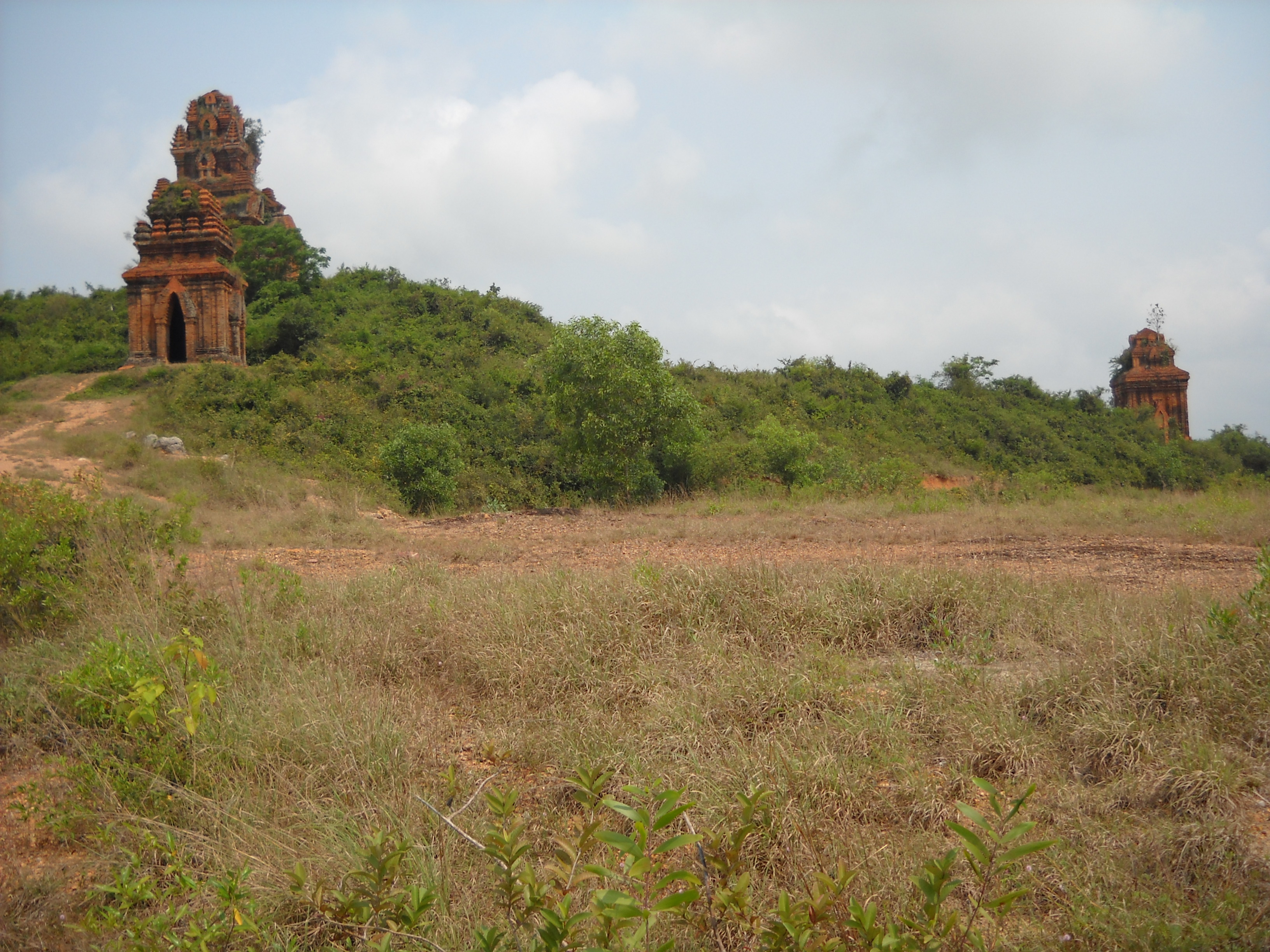
Тямские башни и остатки города в уезде Туифыок провинции Биньдинь

Тямпа являлась городской цивилизацией. Обычный тямский город представлял собой крепость с укреплённой резиденцией местного царя или князя. Как правило, города располагались в устьях рек недалеко от морского побережья, что позволяло им вести оживлённую торговлю, но в то же время отражать частые нападения со стороны моря. В разные периоды крупными городами Тямпы являлись Вишнупура (Куангчи), Симхапура и Индрапура (Куангнам), Виджайя (Биньдинь), Каутхара (Кханьхоа), Пандуранга, Вирапура и Раджапура (Ниньтхуан), а также Кандарпапура и Грамапура (их точное местонахождение неизвестно). Города служили центрами различных кланов, которые или поддерживали правящую династию, или сами стремились захватить трон Тямпы.
Долгое время столицей страны служил город, из которого происходила правящая династия. Смена правящей династии приводила и к смене столицы, но столичный город всё равно продолжал называться Тямпапура («Град Тямпы»). Лишь Виджайя в XII—XV веках служила постоянной столицей Тямпы, власть в которой захватывали различные династии (как местные, так и региональные).

## Социальная иерархия
Хотя политическая модель Тямпы во многом заимствована из Индии, социальная система сохраняла многочисленные отличия. Тямское общество не знало кастовой системы в её индийской трактовке, в Тямпе брахманы не ставились выше царей, а во главе страны стояли тесно переплетённые между собой светская и духовная власти.
Согласно тямским надписям, на вершине социальной иерархии находились брахманы (жреческое сословие) и кшатрии (цари и князья отдельных тямских родов). Среди жречества выделялись царский брахман (пурохита), являвшийся приближённым советником монарха, и избранные брахманы, составлявшие генеалогии царских династий. Все брахманы находились под особой защитой, их жизнь ценилась выше жизни других людей. Брак женщины из варны кшатриев с брахманом заметно повышал статус семьи невесты, однако про браки женщин из числа брахманов с кшатриями в надписях не говорится. Статус брахмана в Тямпе не был выше царского, но союз с брахманским семейством был очень престижным. Таким образом, в отличие от Индии, иерархическая система Тямпы допускала браки между брахманами и женщинами из царских родов.
Среди кшатриев и более низких сословий непререкаемым авторитетом обладал царь, воплощавший образ бога на земле (чаще всего Шивы, иногда — Индры). Социальная иерархия Тямпы была преимущественно наследственной. По наследству передавались как положение в царском роду, так и ранг или должность у придворных чиновников. Нередко эти иерархии пересекались, так как многие высшие чиновники принадлежали к царской фамилии или были в родстве с влиятельными жреческими родами.
В тямских надписях ничего не говорится о простом народе, поэтому современным историкам мало что известно о свободных крестьянах или ремесленниках. Однако в надписях упоминаются храмовые рабы, к которым относились как военнопленные, так и служившие при храмах жители окрестных сёл. Тем не менее, конкретная местность имела важное значение для претендента на царскую власть, ведь когда он ссылался на свою принадлежность к правящей династии, то должен был упомянуть о своём происхождении из определённого села (грама) или города (пура). Упоминание места рождения указывало на коренное происхождение, что позволяло претендовать на некие властные полномочия. Кроме того, совершение погребальных обрядов в честь ближайших предков или мифических основателей рода связывало человека с конкретным местом. Каждый житель Тямпы ассоциировался прежде всего через географическую связь («такой-то из деревни такой-то»), и лишь потом через родственную («такой-то, сын такого-то»).
Кроме храмового в Тямпе существовало и долговое рабство. Любой бедняк, который не мог обеспечить свою семью, имел возможность для расплаты с долгами продать в рабство кого-то из членов семьи или самого себя. Другой категорией рабов были преступники, приговорённые к тяжёлым работам в пользу государства. Но самой многочисленной категорией рабов продолжали оставаться военнопленные, порабощённые во время частых грабительских походов в соседние с Тямпой страны (вьеты, кхмеры, лао и горцы).

## Повседневная культура
Древние тямы жили в изолированных приморских долинах и были ориентированы на море, они издавна славились как искусные мореплаватели, торговцы и рыбаки. Но также они контактировали со своими западными и южными соседями, отправляя торговые караваны через горные перевалы в земли лао, кхмеров, монов и тайцев. На севере тямы, сами воспринявшие каноны индийской культуры, исторически испытывали влияние также и китайской цивилизации. Дошедшие до нас проявления тямской культуры преимущественно принадлежали жрецам и царскому двору (создавались по их заказам и согласно их вкусам), фольклор составляет лишь небольшую её часть.
Тямское общество было сильно привязано к родным местам, а уж потом к семье. Именно поэтому в тямской религии большое место занимали божества земли. Тямы всегда были тесно связаны с родовыми кладбищами и кутами (могилами предков), у них всегда значительную роль играли праздники, посвящённые родовому храму, деревне и предкам.
Образованием в Тямпе была затронута лишь элита общества. Принцев царской крови воспитывали личные наставники, обучавшие их искусству правления согласно дхарме. Кроме того, юноши изучали индийские философские и религиозные трактаты, занимались стрельбой из лука и верховой ездой. За исключением наставлений царским детям, никаких других свидетельств об образовании в тямских текстах нет.

### Календарь и праздники
Повседневный ритм жизни тямов определялся временами года, лунными циклами и сборами урожая. Цари применяли летоисчисление, в котором большу́ю роль играла религия. Тямы использовали древнеиндийский календарь, заимствовали индийскую астрономию и систему лунных месяцев, но совершенно не знали деления на недели. В Тямпе существовали многочисленные эфемериды, по которым царские жрецы, астрологи и простые брахманы определяли благоприятные дни для учреждения храмов, восшествия на престол, проведения праздников, свадеб и похорон. Сохранившиеся до наших дней тямские эфемериды отдалённо напоминают современные гороскопы.
Цифры годов в текстах на санскрите часто передавались символическими словами. Делалось это для того, чтобы такую запись даты легче было вставить в стихотворный текст, соблюдая законы метрики. Например, слова, обозначающие пустоту (воздух, небо и т. д.), обозначали также ноль; слова, обозначающие единичные вещи (землю, луну и т. д.) — единицу; обозначающие парные предметы (глаза, уши и т. д.) — двойку. В итоге, получалась запись наподобие «год пальцев (10), вкусов (6) и глаз (2)», что означало «1062 год шака» (1140 год н. э.), или «год планет (9), гор (7) и глаз (2)», что означало «972 год шака» (1050 год н. э.). Таким образом, любой год тямы записывали либо цифрами (преимущественно в надписях на чамском, которые всегда писались прозой), либо символическими словами, обозначающими цифры (в стихах на санскрите).
Крестьяне измеряли месяца сменами фаз луны, а год — сменами времён года. В текстах на санскрите употребляются индийские названия месяцев, в текстах на чамском языке дни и месяцы обозначаются порядковыми номерами (за исключением двух последних месяцев, которые имели названия). В санскритских надписях Тямпы встречаются следующие месяца — чайтра или тапасья, вайшакха, джьештха или дайштха, ашадха или шучи, ашвина, магха и пхальгуна (все точные даты в текстах — это даты освящения храмов). В надписях не упоминаются шравана, бхадрапада, картика, маргаширша и пауша. Вероятно, месяцы муссонов (июль — сентябрь) и тайфунов (октябрь — декабрь) считались неблагоприятными для важных религиозных церемоний, поэтому в эти периоды нет записей о каких-либо храмовых торжествах.
Месяц делился на две половины: прибывающей и убывающей луны (в текстах на санскрите они назывались «светлой» и «тёмной» половиной). Дни лунного месяца считались отдельно для каждой половины, например, «5 день прибывающей луны 4-го месяца». Дни недели назывались по именам планет: воскресенье — день Солнца, понедельник — Луны, вторник — Марса, среда — Меркурия, четверг — Юпитера, пятница — Венеры, суббота — Сатурна. Как делился у тямов день, знали ли они часы и минуты, современные учёные-ориенталисты не знают, но возможно в Тямпе использовали водяные и солнечные часы, точно известные их ближайшим соседям — древним кхмерам.
Тямские надписи почти не раскрывают тему праздников. Календарь включал местный Новый год примерно в феврале; существуют косвенные свидетельства существования праздников, связанных с земледельческим годом, а также религиозных праздников. Однако, хотя в текстах и упоминаются многочисленные освящения храмов, провозглашения новых божеств и венчания на царство, ни одна из известных учёным надписей не описывает как эти праздники или сопутствующие им церемонии проходили, нигде не приводятся даты религиозных праздников.

### Семья

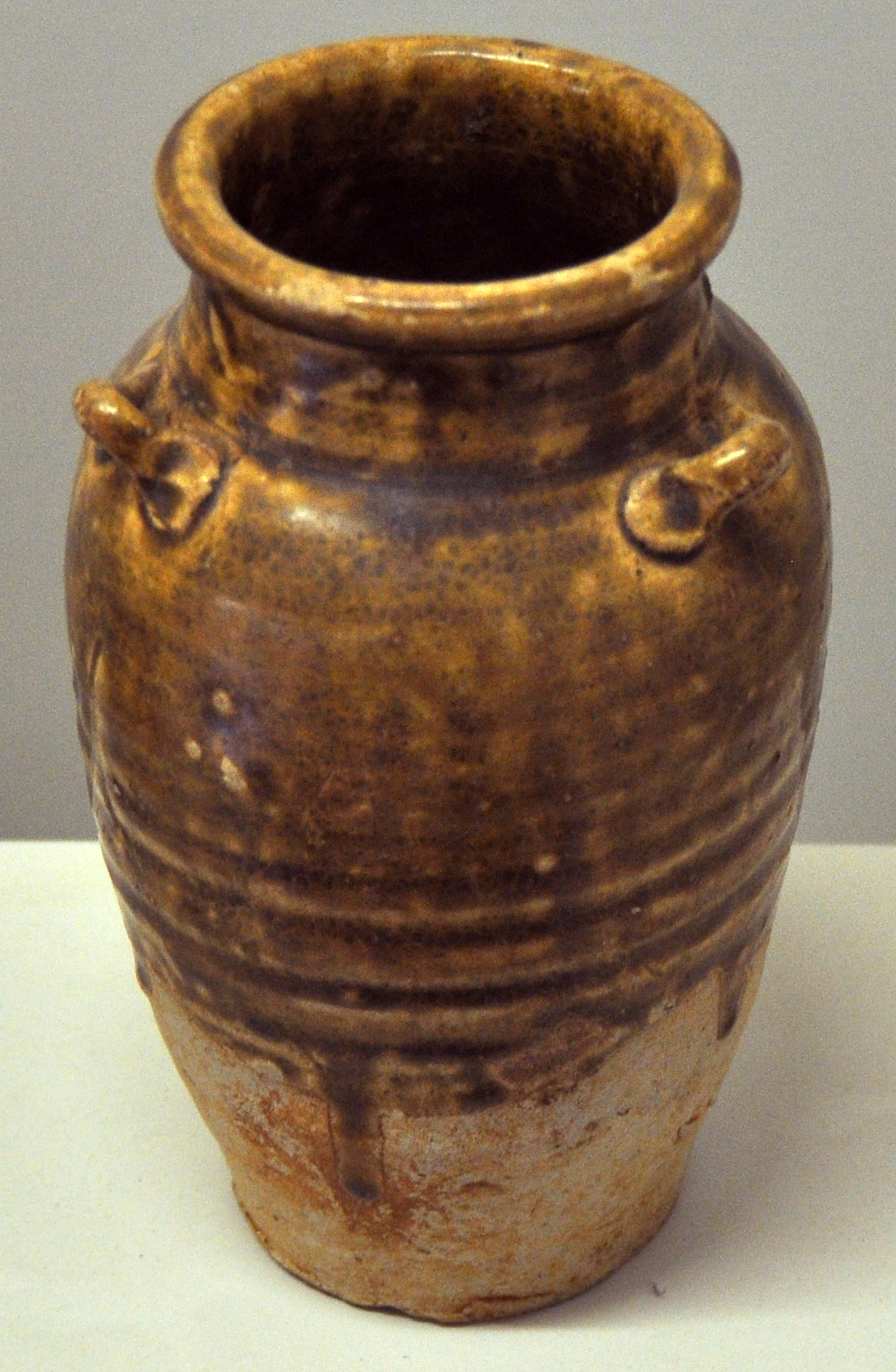
Тямский кувшин XIII—XIV века

На тямских рельефах, в отличие от кхмерских, никогда не изображали детей. В немногочисленных надписях, где говорится о малолетних царевичах, занявших тямский престол, чётко сказано, что ребёнок ещё не имеет своего рассудка. Кроме того, существует версия, что о детях молчали из суеверия, чтоб не сглазить. Однако дочери, особенно младшая, играли значительную роль при царском дворе, и их рождение было весьма желанным.
О брачных церемониях тямов известно крайне мало, лишь отрывочные свидетельства из китайских хроник. Как правило, для церемонии был необходим сват, а после успешного сватовства нужно было тщательно соблюдать календарь «благоприятных дней». Родственники и друзья молодожёнов помогали им одеться у себя дома. Затем посылали за женихом, он делал невесте предложение в её доме и та соглашалась. Во время брачных церемоний придерживались семейных культов, когда семья почитала алтари предков и домашних духов. По-видимому, уже в XII—XIII веках брак у тямов был матрилокальным — супруги жили в доме матери жены и муж полностью зависел от семьи супруги.
При разводе муж возвращался в родной дом, сохраняя при себе только то, что принёс с собой в день свадьбы. Дети всегда оставались в семье матери, как и всё совместно нажитое имущество. Если муж приводил с собой корову, то при разводе он мог её забрать, но телят обязан был оставить бывшей жене.
Эти обычаи тесно связаны с издревле бытовавшей в Тямпе матрилинейностью — счётом родства и наследования по материнской линии. Согласно надписям, часто царская власть передавалась по женской линии: после смерти царя ему наследовал племянник, сын сестры. Это свидетельствует о том, что женщина в тямском обществе играла важную роль. Кроме того, влияние женщины подтверждает и культ богини По-Нагар — покровительницы Тямпы.
Цари Тямпы были многоженцами, они женились на девушках из разных областей страны и таким образом роднились с различными знатными фамилиями. Все сыновья от этих браков были потенциальными претендентами на престол, поэтому генеалогии подчёркивали их связи с родственниками по линии матерей и жён. Система родства по женской линии позволяла приписывать себя к определённой династии. Главной целью этих генеалогий было не доказать чистоту происхождения претендента на трон, а заручиться поддержкой как можно большего числа союзников. О практике полигамии среди обычных тямов современным учёным ничего не известно.
В тямских надписях крайне мало сведений о семье и народном быте. Имя у тямов было только личным, нет упоминаний имён отца и матери, а также «фамилий». Детей часто называли именем бога, чтобы он стал покровителем ребёнка. Также в качестве имени использовали какую-нибудь добродетель: «Мудрость», «Храбрость» или «Милосердие», которые якобы давали направление жизни ребёнка. Санскритские имена существовали наравне с чамскими. В царских семьях к имени добавляли династию или имя мифического родоначальника, в знатных семьях, не претендовавших на престол, к имени добавляли название города, из которого происходил данный клан. Глубоко проследить генеалогию тямских династий практически невозможно, так как не сохранились никакие архивы или сборники текстов, хранящие сведения о нескольких поколениях.

### Жилище
Тямские жилища выходили окнами на север, вероятно, из-за сильной жары. Дома простолюдинов были крыты соломой, а знатных людей — черепицей (во время раскопок найдено много фрагментов черепицы, что свидетельствует о её широком распространении). Дома простых тямов имели свес крыши, заканчивавшийся не выше метра от земли. Вероятно, тямские дома не строились на сваях и были преимущественно одноэтажными. В Тямпе имелась иерархия жилищ в зависимости от социального положения домовладельца. Существовало несколько точно установленных уровней высоты крыши и дверного косяка.
Предметы быта древних тямов
Семья жила в нескольких домах, расположенных вокруг общего двора. Они размещались в определённом порядке: дом родителей и маленьких детей, дом замужней женщины, гостевой дом, кухня и хозяйственные постройки (в том числе хранилище риса). Что характерно, младшая дочь с мужем жила в доме, где хранился рис. Она являлась продолжательницей рода и вела все дела семьи. При строительстве нового дома семья совершала определённые обряды и приносила жертвы в честь духа земли, на которой велось строительство, и в честь духов деревьев, из которых возводился дом.

### Досуг
В Тямпе во время религиозных праздников устраивались различные игры и театрализованные представления. Некоторые соревнования сопровождались жертвоприношениями богам. Главными играми у тямов были поло, борьба, шахматы и петушиные бои. Изображения лошадей встречаются с X века. В музее тямской скульптуры в Дананге имеется рельеф из провинции Куангчи, на котором изображены два наездника с длинными клюшками для поло. Кони на рельефе в полной сбруе, со стременами (сбруя, кроме узды, очень похожа на китайскую). На некоторых тямских рельефах изображены борцы во время поединка. Также тямы знали игру с воланом и качели (видимо, они пришли из Индии и первоначально напоминали религиозную церемонию, во время которой раскачивались на статуе бога).

### Здравоохранение
Средняя продолжительность жизни в Тямпе была невелика, нередко в стране вспыхивали эпидемии (согласно текстам, на престол чаще вступали подростки, чем сорокалетние мужчины). Медицинская практика сопровождалась магическими заклинаниями и молитвами. Монахи заготовляли лекарственные растения и читали тантры, призванные прогнать болезнь. Если кто-то исцелялся, то это считалось чудом, совершённым при помощи богов (за это их благодарили с помощью жертвоприношений). Нередко в болезнях винили злых духов, которые появлялись, если не соблюдался культ духов и предков. Тямы жевали листья бетеля, смешивая их с семенами арековой пальмы, пряностями, древесной смолой и гашёной известью. Знатные люди сплёвывали обильную красную слюну в изящные плевательницы. Жевание бетеля тонизировало организм и освежало дыхание, однако сильно портило зубы и слизистую рта. В отличие от вьетов, тямы не практиковали чернение зубов.

### Одежда и украшения

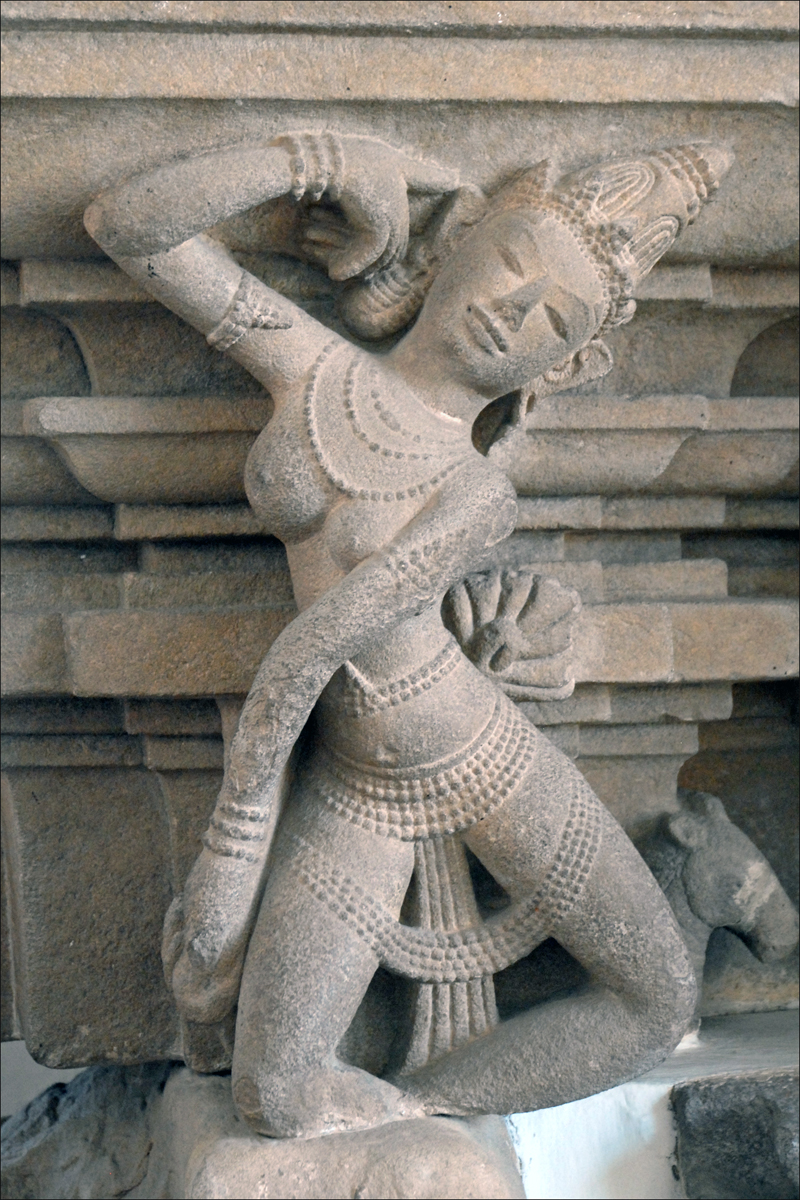
Танцовщица с тямского алтаря VII—VIII века

Согласно тямским статуям и рельефам, женщины носили длинный цветной саронг, а танцовщицы — лёгкие шаровары, что помогало им свободно двигаться. Различные ткани отделывались вышивкой и басонами. Мужчины одевали сампот — кусок ткани, тесно обёрнутый вокруг талии, с длинной полой, которая пропускалась между ног и крепилась к поясу сзади. Эта пола также украшалась богатой вышивкой и различной бижутерией. Простолюдины ходили босиком. На рельефах в сандалиях изображались только цари и боги.
В Тямпе боги часто изображались с обнажённым торсом. Однако нет свидетельств, позволяющих утверждать, что так же ходило большинство тямов. Царские одеяния состояли из разноцветных платьев с ткаными узорами, которые завязывались тесёмками, украшавшимися жемчугом или золотыми пластинками. Под платьем цари носили тонкие рубахи, расшитые позументами или обшитые золотой каймой.
Если царь давал аудиенцию без особого церемониала, он надевал только рубаху. Парадное платье подпоясывалось золотым поясом с жемчужинами и украшалось гирляндами цветов. Цари носили красные кожаные сандалии, также украшенные вышивкой. На шее, груди, пальцах и запястьях правители имели большое количество ювелирных украшений. Головные уборы, короны и диадемы менялись с модой. Мужчины, как правило, не убирали волосы, однако в северной части страны их заплетали в косу. У женщин волосы были собраны в шиньон и стянуты обручем. Многие знатные женщины носили на голове диадемы с драгоценными камнями, а в ушах — висячие серьги.

## Словесность

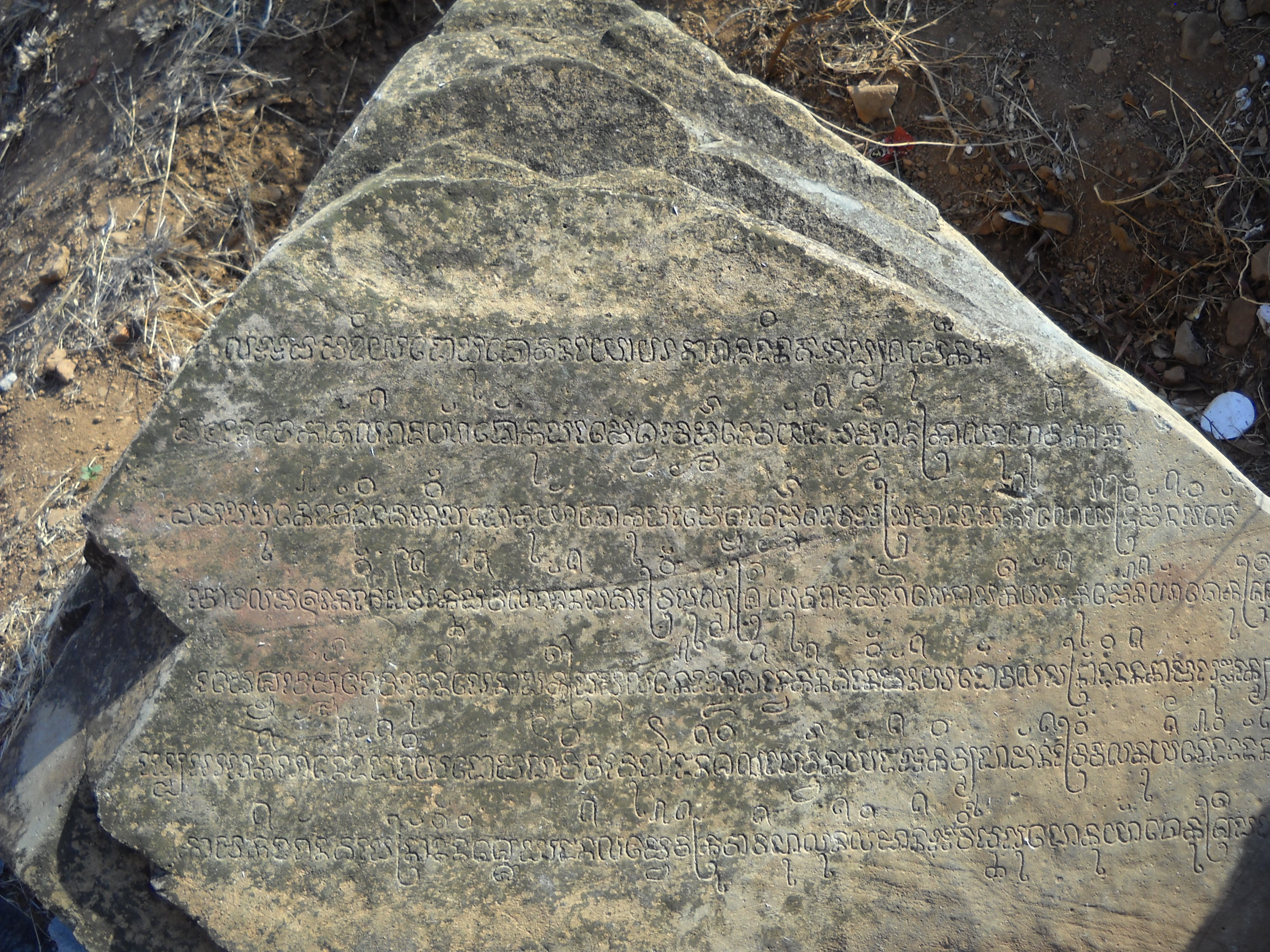
Надпись на камне из храма По-Клонг-Гарай

Благодаря индийскому влиянию тямы заимствовали паллавский алфавит и начали использовать надписи на камнях для обнародования политических и религиозных указов. Надписи передают взгляд на тямское общество изнутри, однако весьма фрагментарно, так как это преимущественно взгляд тямской элиты, которая создавала эти тексты. В Тямпе элита писала и читала на санскрите, а в быту разговаривала по-чамски.
Тямское общество было двуязычным, но это двуязычие не сводилось к простой формуле «санскрит был языком элиты, а чамский — языком простолюдинов». Использовавшийся в тямских надписях санскрит не был чистым и утончённо литературным, как у кхмеров в период расцвета их империи. Образованные тямы не владели санскритом в совершенстве, в тямских стихотворных надписях много ошибок, в них не соблюдаются законы метрики и просодии. По-видимому, понимать санскритские тексты для тямов было не обязательно, так как они были обращены прежде всего к богам. Фактически, санскрит был для Тямпы чужим языком, он являлся скорее политическим инструментом, который наложился на ранее существовавшие местные институты.
Самые ранние тямские надписи относятся к V веку, но они датируются только на основании палеографии (первый датированный авторами текст написан в 658 году). Именно в V веке тямы под влиянием индийской цивилизации стали регулярно оставлять письменные свидетельства о важных для себя событиях. Первое упоминание «земли тямов» относится к VII веку, когда тямы, несмотря на деление страны на несколько мелких царств, осознали себя единым этносом. Появление текстов на камнях было связано в первую очередь с желанием оставить знак власти правителя над определённой территорией. Таким образом, сведения из надписей позволяют реконструировать лишь официальную историю Тямпы, исходящую от узкого круга правящих элит — царей, их придворных, индуистского и буддийского жречества, местных князей (раджей).
Паллавский алфавит сначала использовался, чтобы писать на санскрите, поэтому все надписи V—IX веков написаны на санскрите. Они служили знаками власти, но большинство простых тямов их не понимало. К тому же, в надписях на санскрите было много варваризмов и солецизмов, что выдаёт не только слабое знание языка, но и поверхностное знание индийской культуры. В IX веке появились первые тексты на чамском языке, относящемся к австронезийской языковой семье (он довольно близок к малайскому и некоторым индонезийским языкам). Чамские надписи использовали тот же алфавит, что служил и для записи текстов на санскрите. Однако, чтобы указать на иное произношение чамских звуков, резчики по камню использовали диакритические знаки. Многие тексты на санскрите дублировались надписями на чамском языке.
Несмотря на появление письменности, чамский язык оставался второстепенным, он служил для описания различных подробностей дарений (например, размеры участка), в то время как санскрит использовался для богослужений. С IX по XI век санскрит оставался более употребительным языком надписей, с XI по XIII век он постепенно вытеснялся чамским, который в XIII—XV веках остался единственным языком, использовавшимся в текстах. Начиная с XVI века надписи вовсе исчезают и заменяются рукописями на среднечамском языке.
До наших дней дошли лишь надписи на камнях, кирпичах, серебряных и золотых предметах культа. Все они — официальные, имеющие политическое, религиозное и юридическое содержание. Но существовала и устная тямская словесность, в том числе различные героические эпосы, исполнявшиеся наизусть, сказки, легенды и пословицы. Чтецы, как правило, выступали вместе с музыкантами и танцовщицами, которые сопровождали отрывки из «Рамаяны» и «Махабхараты» музыкой и танцами.

## Религия

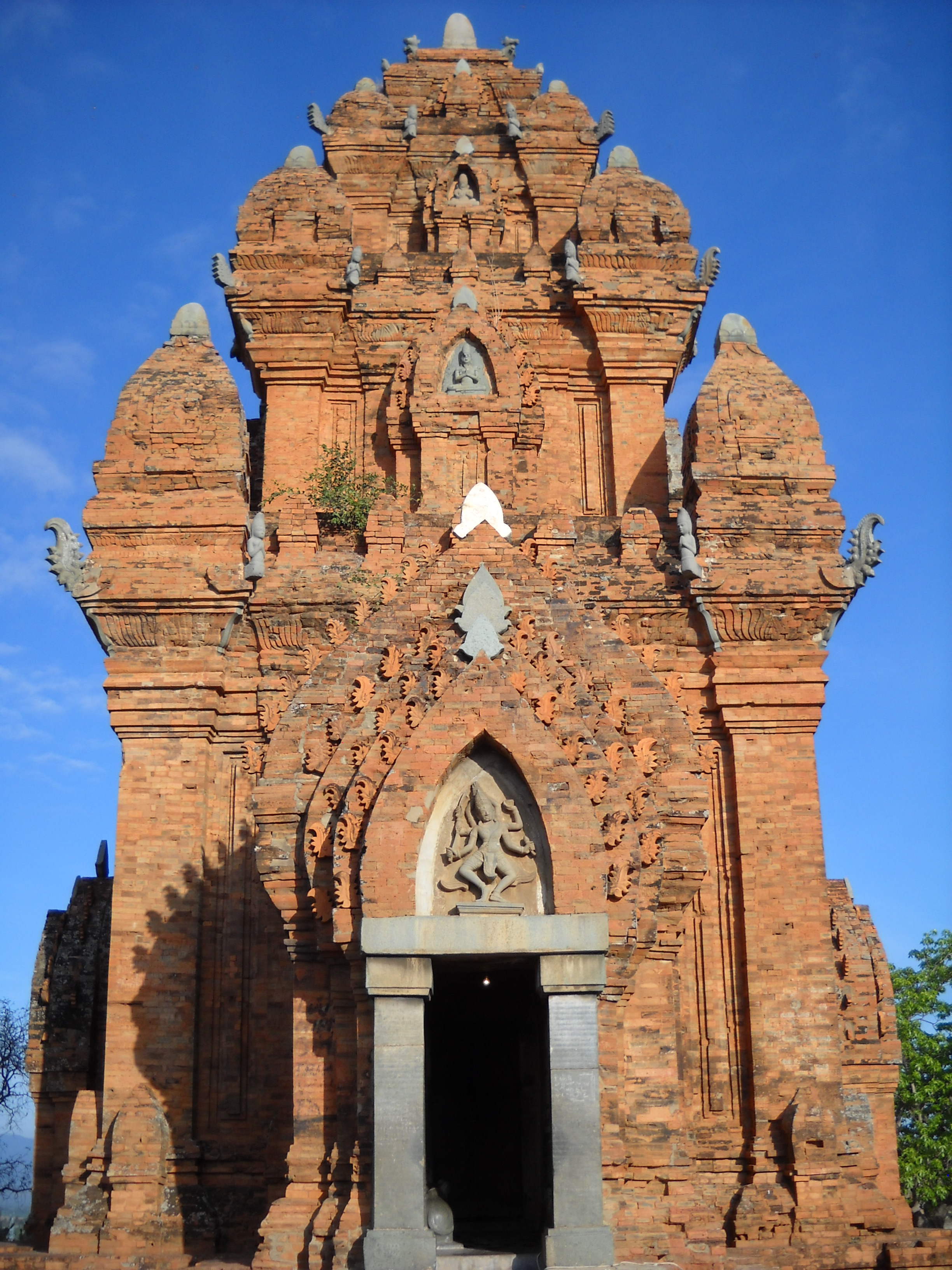
Храм По-Клонг-Гарай в провинции Ниньтхуан

В Тямпе история доминирующей религии тесно связана с историей царской власти. Новые религии и религиозные течения, пришедшие извне, постепенно ассимилировались со старыми верованиями и обрядами, особенно с культами духов природы и культом предков.
Характерной особенностью Тямпы была веротерпимость, никакие религиозные обряды не исключали других, все они перемешивались и дополняли друг друга. Разница заключалась лишь в том, что индийские божества входили в «космическую» систему, а туземные — в «местную». Таким образом, индуизм и буддизм, пришедшие из Индии, мирно сосуществовали с местными верованиями.
Индийские религии были приняты тямами в первые века нашей эры посредством торговых контактов с индийскими купцами. Вероятно, изначально тямские мореплаватели посещали порты Южной Индии, а уже потом индийские суда достигли берегов Тямпы. Основной торговый путь между Индией и Индокитаем пролегал из Бенгальского залива через Малаккский пролив в Южно-Китайское море.
Тямы переняли индийскую социально-политическую систему не через массовый наплыв индийцев, принёсших с собой свою религию и культуру, а благодаря влиянию немногочисленных купцов и монахов. Сначала новшества впитала тямская элита, соблазнённая индийской культурой. Затем элита адаптировала эту культуру вместе с санскритом к культуре Тямпы, выразив всё это в конкретных памятниках (храмах, скульптурах и надписях). Начиная с V века к торговым связям прибавилось прямое культурное влияние индийской цивилизации.
Оно было как политическим, так и религиозным. Первым индианизировалось упоминаемое в китайских хрониках небольшое царство Линьи. В дальнейшем аккультурации подвергались тямские царства и княжества, принимавшие религии, пришедшие из Индии, а вместе с ними — индийские художественные, политические и культурные модели. Важным фактором распространения новых моделей было появление в Тямпе санскрита, усвоенного прежде всего как язык культурной элиты и жречества.
Индуизм и буддизм появились в Тямпе приблизительно в одно время и всегда мирно уживались с местными верованиями. Однако индуизм довольно быстро превратился в политический инструмент царской власти. Несмотря на разные цели индуизма и буддизма, во многих тямских надписях одновременно восхвалялись Шива и Будда, а монахи изучали оба философско-религиозных учения. В Тямпе наблюдалось родство махаянского буддизма с шиваизмом, некоторые цари и сановники строили храмы и монастыри обеих конфессий. По-видимому, в тямской религиозной культуре Шива и Будда были очень близки. Культ Шивы не исключал также и более позднего культа Вишну.
Тямские скульптуры бодхисаттв
Буддизм был широко представлен в придворной культуре Тямпы. Он был гибок относительно числа почитаемых богов, что помогло включить в его состав культ предков и особенно предков-женщин. Кроме того, тямский буддизм с заметным уклоном в ваджраяну позволил включить в религиозную культуру страны множество местных духов и эзотерических образов. В архитектуре Тямпы почти не были представлены такие памятники заупокойного характера, предназначенные преимущественно для хранения реликвий, как ступы. Лишь в уникальном буддийском святилище Донгзыонг сохранились маленькие ступы. Фактически в Тямпе ничто, кроме иконографии Будды и бодхисаттв, не позволяет с уверенностью отличить буддийские храмы от индуистских.

### Шиваизм
Индуизм в форме шиваизма стал доминирующей религией Тямпы со времени появления письменности (около V века). Первые письменные следы тямской истории совпадают с большими политическими и религиозными переменами, случившимися в стране. Посредством морской торговли правители, получившие царский титул, и тямская элита приняли пришедшие из Индии письменность, обычаи и религию. До этого страна существовала в форме родо-племенного строя, от которого осталось очень мало следов — они заметны в культе предков и некоторых обычаях, но никаких археологических или письменных памятников «доиндуистского» периода не сохранилось.

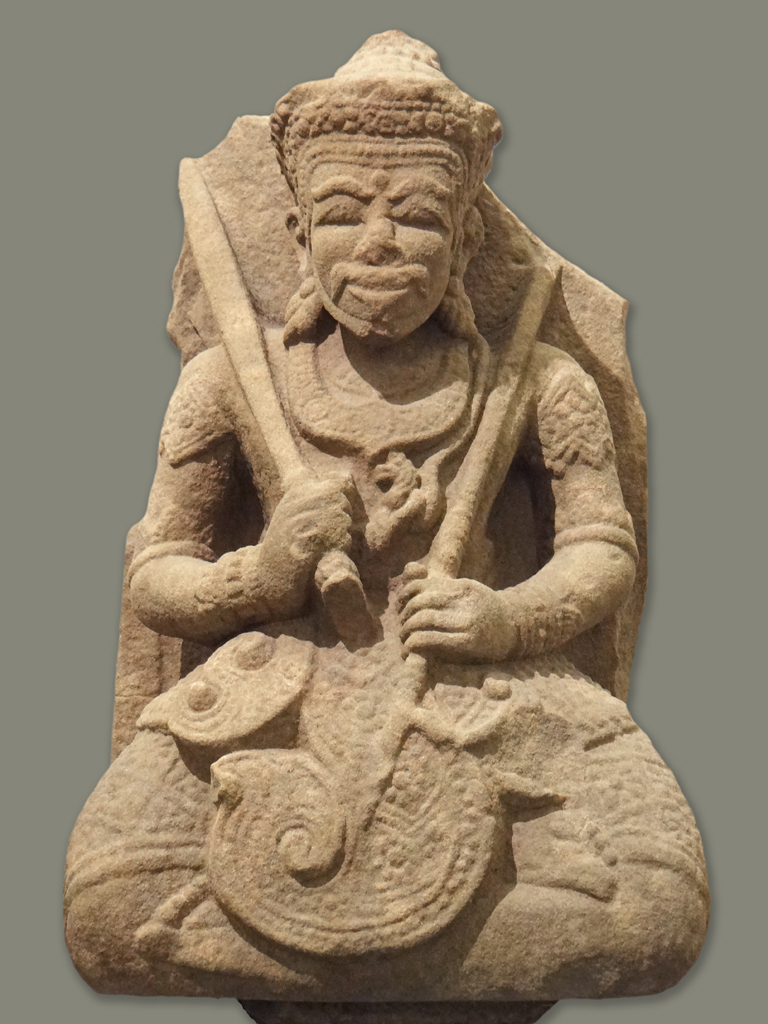
Скульптура Шивы XIV—XV века

Тямский царь Бхадраварман I, правивший в конце IV — начале V века, был большим знатоком Вед. Он пригласил видных брахманов из Индии селиться в Тямпе и активно популяризировал среди своих подданных индуизм. После него все тямские цари культивировали идею своей «богоизбранности», которая заключалась в том, что царь в своей деятельности опирался на помощь бога, который покровительствовал ему. Кроме того, Бхадраварману приписывают основание святилища Мишон в долине реки Тхубон, а также основание культа Бхадрешвары, который превратился в личное божество тямских царей и покровителя царской власти.
Со времён царя Бхадравармана индуизм всегда оставался близок правящей элите Тямпы. Цари называли себя «потомками Шивы», в надписях их именовали «земными богами». Индуизм позволял считать царей посредниками между небом, где обитали боги, и землёй, где жили люди. Кроме того, он позволял строить генеалогические конструкции, восходившие к мифологии и объяснявшие божественную природу царской власти. Иногда тямские цари уподоблялись Вишну или Индре, но, как правило, ведущей индуистской религией оставался шиваизм.
Согласно тямским надписям, при царе Бхадравармане индуистский пантеон, которому поклонялись тямы, включал в себя Шиву и его супругу Уму, а также Бхадрешвару (одно из воплощений Шивы, священным отпечаткам стоп которого поклонялись цари и члены царских родов). Уже тогда тямские цари практиковали щедрые дары Мишону и соседним храмам, а особенно лингамам, установленным в них.
В VI веке в Тямпе практически устоялся весь индуистский пантеон, почитавшийся в различных святилищах (обычно они учреждались царём, реже — членами его семьи или видными сановниками). Чаще всего встречаются упоминания о Шиве, Вишну, Брахме и их супругах Парвати, Лакшми и Сарасвати соответственно, а также об Индре, Кубере, Ганеше, Агни, Варуне, Сурье и Ваю (локапалы символизировали пять стихий, необходимых при жертвоприношениях). В большинстве своём изображения этих богов соответствовали индийским канонам.
На протяжении всей истории Тямпы местный индуизм был крайне избирательным и не включал в свои практики некоторых жестоких обрядов, особо строгих табу или ужасающих божеств, таких как Бхайрава и Кали. Тямская иконография никогда не показывала богов в ужасном, устрашающем виде. Все имена богов также показывали их благоволение к людям и желание оказать помощь. Таким образом, тямский пантеон за счёт отсутствия «тёмных форм» многих богов был меньше индийского. Однако тямы, в отличие от кхмеров, важное место в своём пантеоне отвели женским божествам. Судя по частому цитированию «Агамы» и других писаний, в Тямпе распространялись и различные сектантские течения индуизма (например, шайва и пашупата).

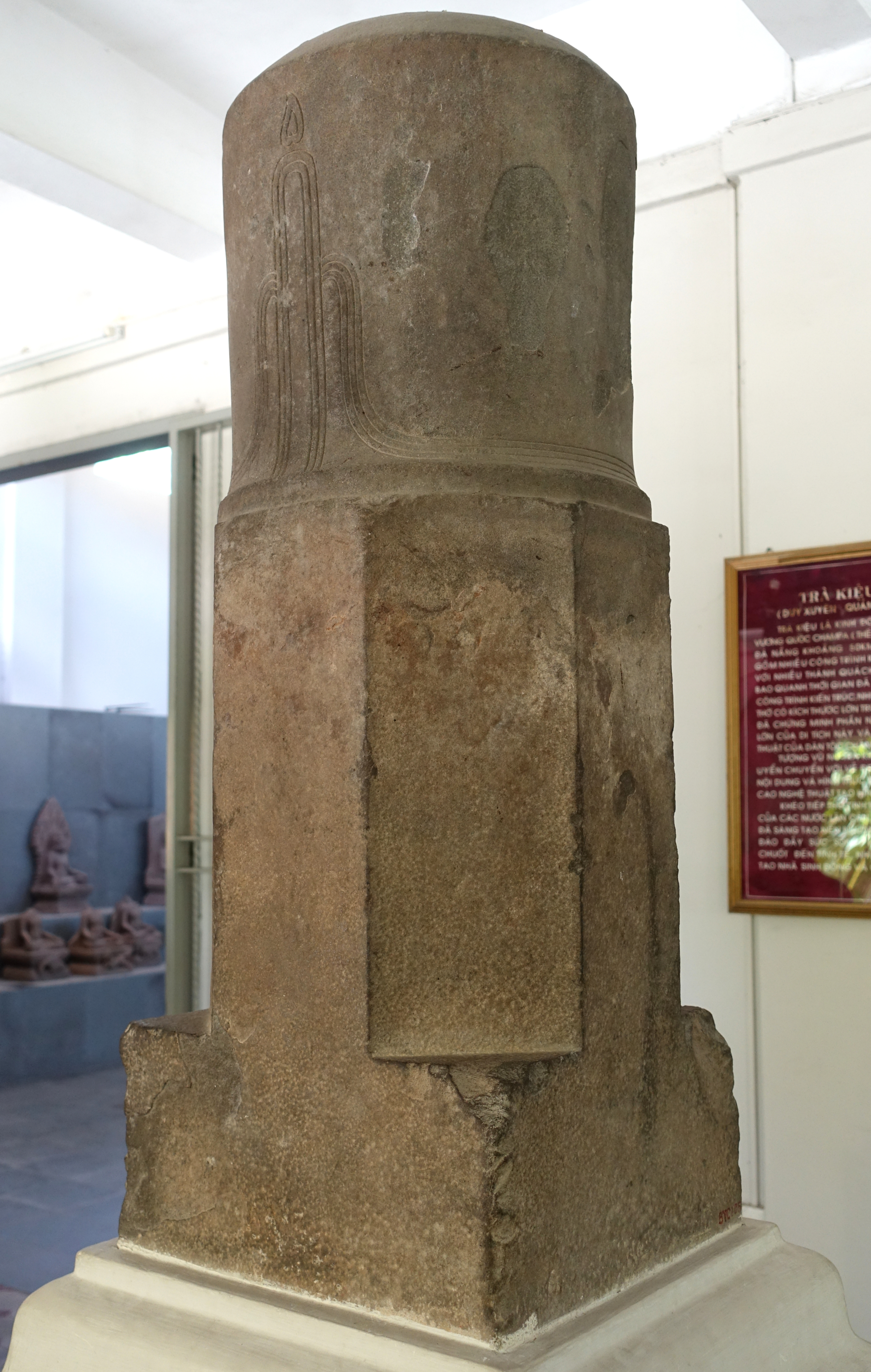
Лингам из Чакьеу, VII—VIII века

Культовый предмет шиваизма — лингам — считался «знамением» божества, фаллообразным символом, выражавшим вселенную и природу, которые берут своё начало из женской стихии йони. Лингамы делались из камней, часто естественных, найденных на местности, или специально установленных в святилище. В Тямпе культ лингамов во многом стал популярным потому, что отчасти он наследовал древнему культу священных территорий вокруг диких камней. Каждый лингам символизировал особого Шиву — бога-покровителя данной местности, от которого зависело благосостояние местного населения. Тямские цари давали лингамам, установленным ими, свои имена, ведь цари также считались особой формой Шивы (известны лингамы Бхадравармана и Шамбхувармана).
Лингаму постоянно приносили жертвы — поливали его молоком и клали на него пищу. Самыми священными лингамами считались «самородные», то есть те, которые сами «выходили» из земли (свайямбху). Суеверные тямы верили, что если выкопать такие лингамы из земли, то погибнет и Тямпа, и правящая династия. С VII века в надписях упоминаются подвижные лингамы, участвовавшие в процессиях и других религиозных церемониях, а также мукхалинга — «лингамы с ликом», которые изображали бога, как бы выходящего из лингама с целью воплотиться в царе. Такой царь именовался Шивамукха («лик Шивы»), поскольку лик, «исходивший» из лингама, был ликом живущего в нём бога.
Мукхалинга были двух типов — собственно лингамы, на которых ваяли лик божества, и коши — своеобразные футляры для лингама, которые покрывали и украшали его. Коши делали из золота или серебра, изображая на них один или несколько ликов бога, а также инкрустировали драгоценными и полудрагоценными камнями (рубинами, алмазами, сапфирами, топазами и горным хрусталём). Многоликие коши имели четыре, пять или шесть лиц, которые как бы следили за сторонами света и оберегали разные части Тямпы. Со временем коши и сами стали предметом культа, которому поклонялись наравне с лингамом. Коши активно использовались в религиозных процессиях, они как бы символизировали свой лингам. Коши упоминаются только в царских надписях, они украшали лингамы только в царских храмовых комплексах — Мишоне, По-Нагаре и Донгзыонге.

### Вишнуизм

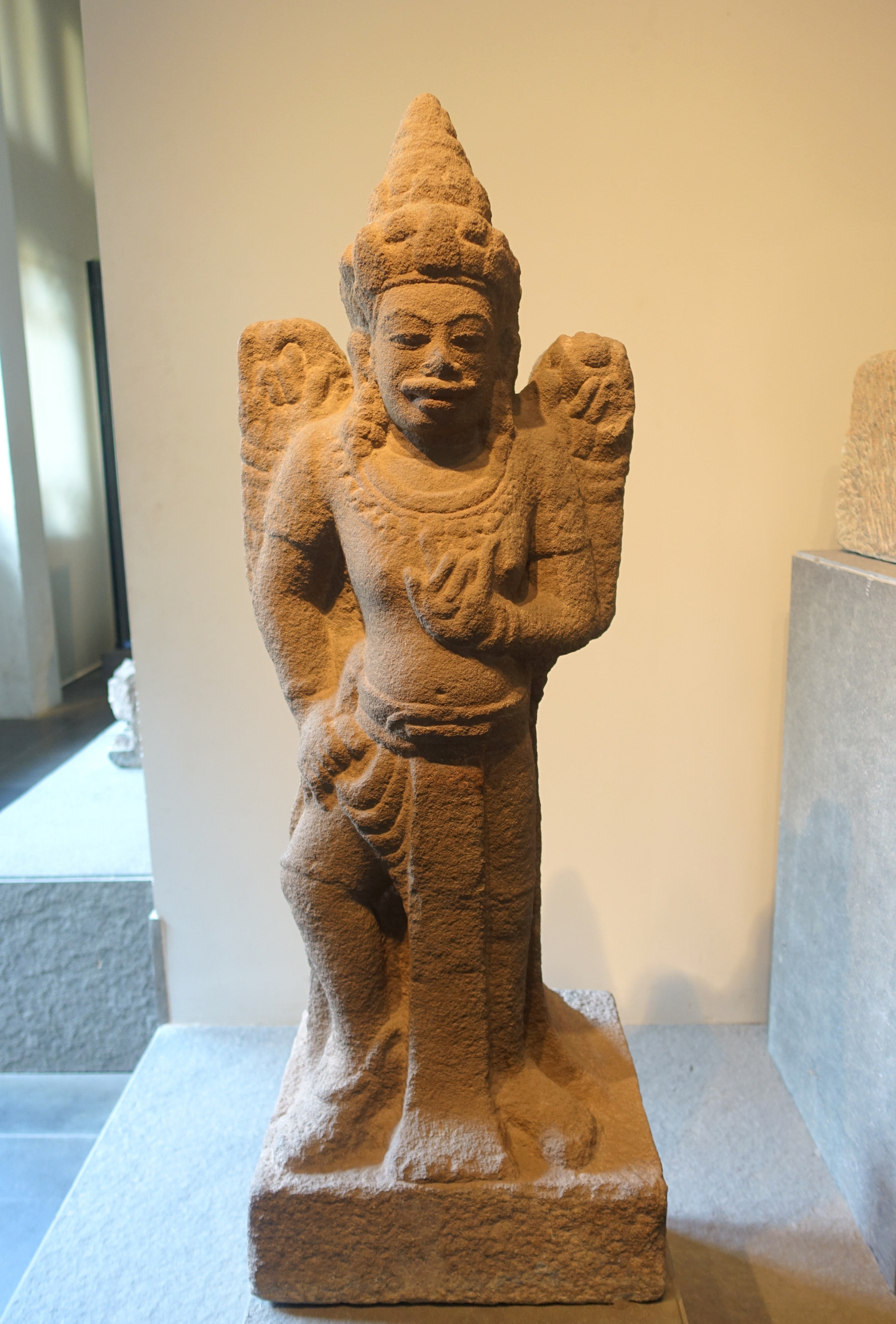
Скульптура Вишну X века

Вишнуизм проник в Тямпу из Фунани или Ченлы, где характерные изображения увенчанного Вишну встречаются с V века. Вероятно, вишнуизм пришёл в Тямпу так же, как и другие индийские религии — через торговцев и моряков, активно посещавших тямские порты. В тямских надписях большинство упоминаний вишнуитского культа относится к середине VII века и связано с царём Викрантаварманом.
Он был давним союзником кхмеров, женатым на дочери царя Ишанавармана I, но его по неизвестной причине изгнали из Ченлы. Именно Викрантаварман оставил в Тямпе больше всего следов культа Вишну, хотя вишнуизм и не получил среди тямов широкого и длительного распространения. Такая свобода вероисповедания среди членов царской династии была обусловлена тем, что хотя все цари почитали покровителя Тямпы Шиву, каждый был волен помимо официальной религии покровительствовать и своим личным богам.
По всей видимости, вишнуизм был заимствован правящей тямской династией у кхмеров благодаря тесным контактам между соседними государствами. Об этих контактах свидетельствует и стиль храма Е1 в Мишоне, построенного под кхмерским влиянием в середине VII века. В дальнейшем следы вишнуизма в Тямпе весьма эпизодичны, однако упоминания «Рамаяны» и присутствие вишнуитских элементов в иконографии некоторых храмов показывают, что культ Вишну продолжал практиковаться. Так, изображение Кришны на пьедестале из Чакьеу (X век) и скульптурные сцены на сюжеты «Рамаяны» на цоколе шиваитского храма позволяют предположить, что вишнуизм существовал среди синкретического пантеона индуистских богов и после правления царя Викрантавармана.

### Храмовые центры

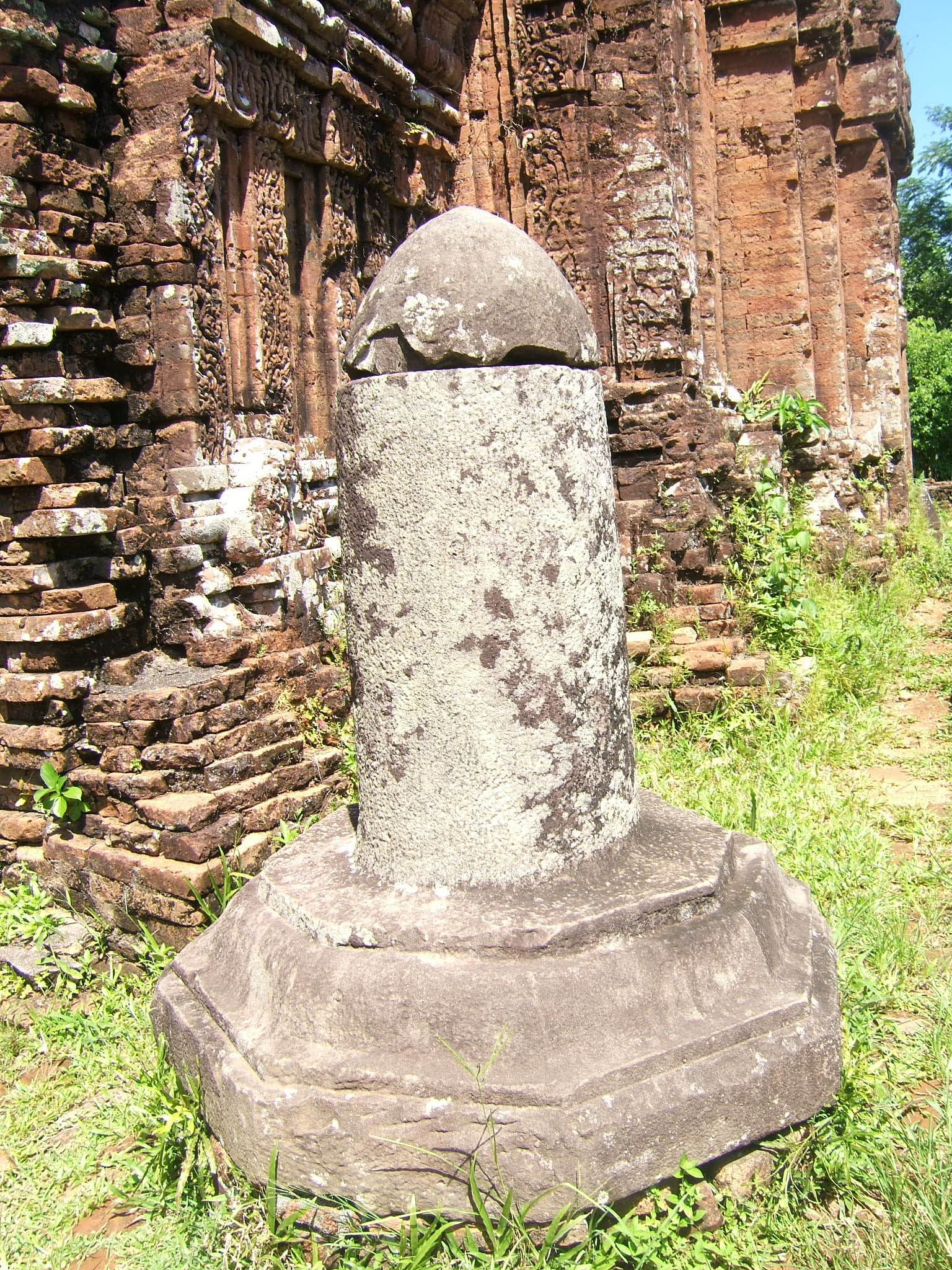
Один из лингамов Мишона, датируемый X веком

Культ Шивы, тесно связанный с царской властью вообще и конкретными правящими династиями, был организован в двух главных храмовых центрах Тямпы — Мишоне (современная деревня Зуйфу, округ Зуйсюен, провинция Куангнам) и По-Нагаре (современный город Нячанг, провинция Кханьхоа). Первоначально оба храма были посвящены Шиве, который почитался под видом храмового лингама. В Мишоне он был известен как Бхадрешвара, а в По-Нагаре имя мукхалинги («лингама с ликом») неизвестно. Но в обоих храмах цари, чтобы обозначить божественное покровительство, добавляли к именам лингамов свои имена. Так, царь Бхадраварман поклонялся ишваре Бхадрешваре (бхадра ишвара, что значит «благосклонный господь»), царь Шамбхуварман — ишваре Шамбхубхадрешваре (шамбху бхадра ишвара, что значит «благодетельный и благосклонный господь»). Строя в Мишоне храм для своего личного бога-покровителя, каждый следующий тямский царь обязательно связывал царский культ Тямпы с древнейшим богом Бхадрешварой.
С V—VI века за храмовым комплексом Мишона закрепилась репутация священного царского места, где бы ни находилась столица Тямпы и какая бы династия ни занимала престол. В середине VII века в Мишоне наряду с лингамом Бхадрешвары стали поклоняться и другим божествам в виде лингамов, что свидетельствует о популярности культа царских предков. С середины VIII до середины IX века в области Мишона не появлялось новых надписей, они встречаются только в южных царствах Каутхара и Пандуранга, куда по-видимому переместился центр Тямпы. Большинство царских надписей происходит из храма По-Нагар в Каутхаре. На первый план выходит богиня По-Нагар — земная богиня Тямпы, которая в текстах на санскрите отождествляется с Бхагавати, супругой Шивы.
«Лингам с ликом» (мукхалинга) появился в храме По-Нагар в VII веке. Согласно надписям, он оберегал Каутхару от различных бедствий. На лингаме были изображены Шива и Бхагавати, слившиеся в одном теле. В 774 году По-Нагар был разрушен вторгшимися врагами, но через десятилетие царь Сатьяварман отстроил храм, установив в нём лингам Сатьямукхалинга. В это же время (конец VIII века) Бхагавати стала именоваться «богиней Каутхары», а культ богини — покровительницы царей очень быстро сменился культом богини — покровительницы Тямпы.

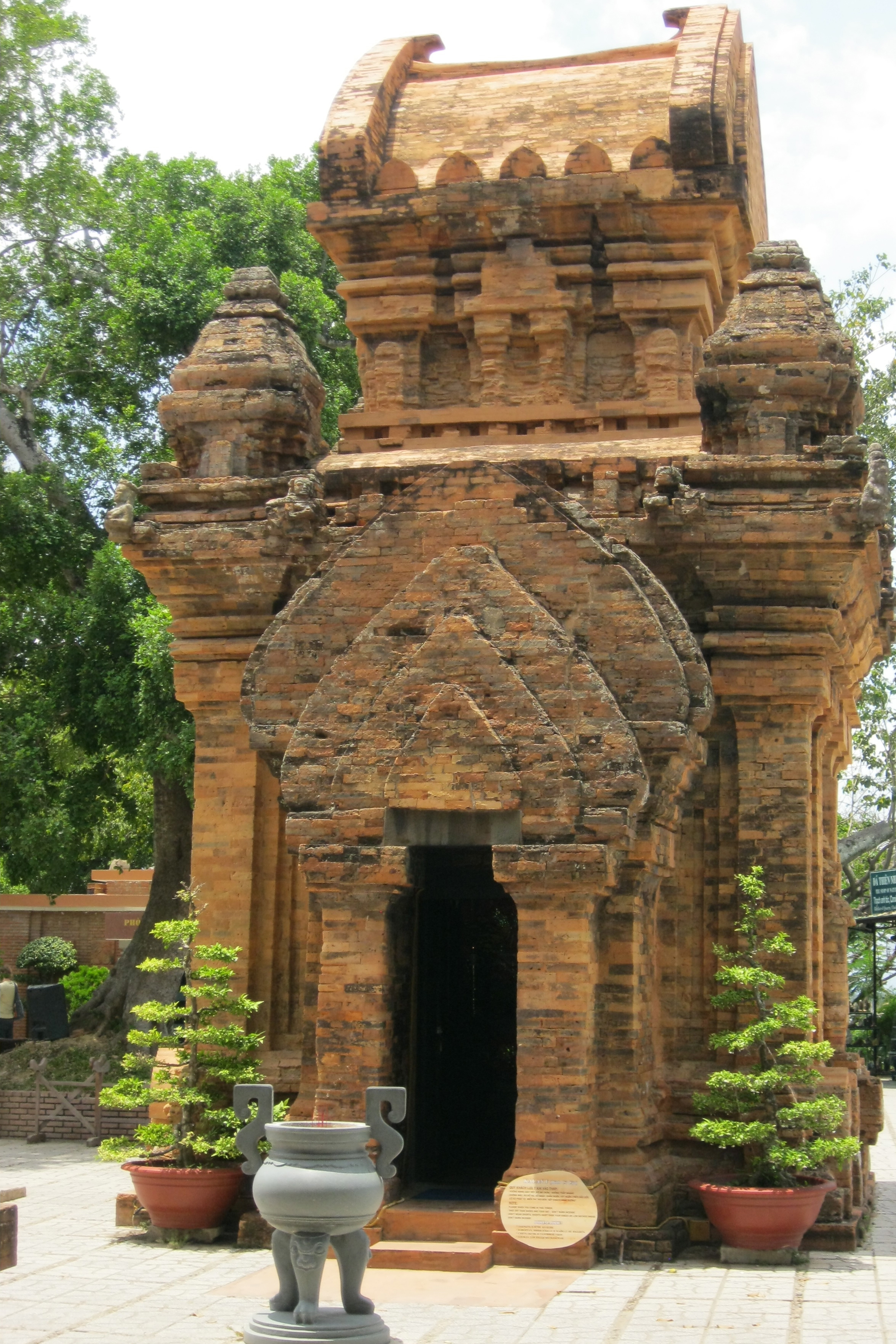
Храм Ганеша в комплексе По-Нагар

В позднейших тямских текстах уже ничего не говорится о легендарном лингаме По-Нагара, весь культ строился теперь вокруг богини Тямпы — Янг пу Нагара (или По-Нагар). В честь неё построили новый храм — самый большой в комплексе. Здесь доминировали элементы шактизма, а элементы, характерные для культа Бхадрешвары — божества Мишона, всячески нивелировались. Таким образом, в южной Тямпе культ богини По-Нагар (Бхагавати) отделился от культа Шивы (Бхадрешвары) и существовал вполне самостоятельно.
При царе Индравармане I центр царской власти перемещается в новую столицу Вирапуру в области Пандуранга (местонахождение города точно не известно). Продолжив давнюю традицию, Индраварман учредил культ нового бога по имени Индрабхадрешвара. Когда во второй половине IX века на троне укрепилась новая Индрапурская династия, её основатель буддист Джайя Индраварман (он же Индраварман II) всё же продолжал поклоняться Бхадрешваре в Мишоне. Новые тексты показывают эволюцию религиозных представлений, которые, опираясь на мифологию, повествуют о легитимности новой династии и превосходстве Бхадрешвары над богиней По-Нагар из Каутхары.
Сторонники культов Бхадрешвары и По-Нагар пытались доказать большую «древность» своего божества (для этой цели адепты Бхадрешвары ввели в пантеон легендарного предка — царя Уроджу, посланного на землю самим Шивой). История лингама Мишона изменилась, теперь он был дарован Шивой, и таким образом бог-покровитель Тямпы предстал личным богом-покровителем «царя царей».
С этих пор богиня По-Нагар ещё более отдаляется от образа Шивы, она признаётся крайне важной, но второстепенной в качестве гаранта благоденствия Тямпы. В середине X века, когда к власти через брак пришёл царь Бхадраварман II, он ввёл культ божества Пракашабхадрешвары (своего дальнего предка, правившего в середине VII века). Тогда же появился новый совместный культ бога, оберегающего царей Тямпы (Бхадрешвары), и царских предков, которым поклонялись через бога Ишанешвару. Эти боги слились в одном и стали новым богом-покровителем Тямпы и тямских царей. Особенно почитали Ишанабхадрешвару в Мишоне.
С XI века Тямпа вела постоянные войны с Дайвьетом. Несмотря на это, оба главных святилища страны продолжали получать щедрые жертвоприношения от царей и придворных сановников. Ишанабхадрешвара играл роль главнейшего бога царей Тямпы, а По-Нагар была хранительницей земли и очень могущественным земным божеством, олицетворявшим «землю-кормилицу». В ходе борьбы с вьетами и кхмерами мужское и женское божества постепенно стали равны. По-Нагар почитали даже вьеты, которые видели в ней «богиню земли», насылавшую дождь (в 1069 году, наряду с другими тямскими божествами, вьеты возвели По-Нагар в ранг духа-хранителя Дайвьета).
В конце XII века Тямпу захватили кхмеры и многие храмы оказались разрушенными или разграбленными. В 1233 году царь Джайя Парамешвараварман II пожертвовал храму в Каутхаре статую богини По-Нагар, а в 1234 году подарил храму в Мишоне серебряную кошу с золотым ликом. Эпиграфических источников, созданных после XIV века, сохранилось немного, но по ним ясно, что существовали оба культа. В культе богини страны По-Нагар (Бхагавати) были сконцентрированы тямские верования о земле, а с помощью культа Шивы (Бхадрешвары) тямские цари находились под небесным покровительством. Пока Тямпа оставалась сильной — оба святилища процветали, но с ослаблением государства и царской власти оба храмовых комплекса пришли в упадок (храм По-Нагар в меньшей степени, так как находился на юге, не завоёванном вьетами).

### Махаяна и ваджраяна

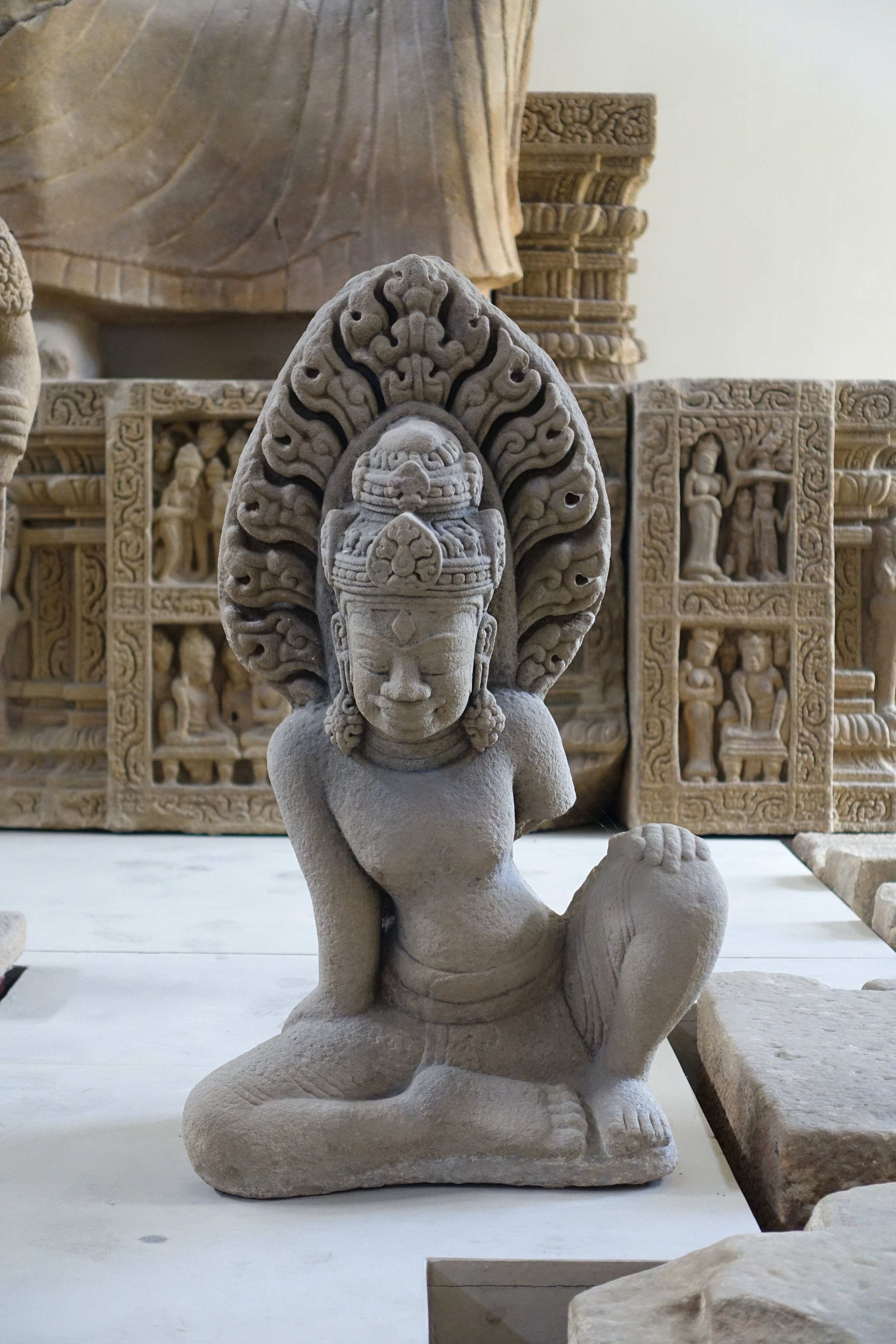
Буддийская скульптура с пьедестала из Донгзыонга. Конец IX — начало X века

Почти все тямские цари знали наставления не только индуизма, но и буддизма. Археологические находки свидетельствуют, что буддизм распространился в Тямпе одновременно с индуизмом. Ни в надписях, ни в иконографии Тямпы нет никаких свидетельств существования в стране тхеравады, это течение распространилось среди тямов намного позже. В древние времена в Тямпе существовали только махаяна и ваджраяна. Надписи, свидетельствующие об обрядах махаянского буддизма, появляются в IX веке и исчезают во второй половине XII века. Однако следует учитывать, что влияние буддизма проявилось в надписях весьма ограниченно, потому что надписи были в первую очередь инструментом царской власти, а она исповедовала преимущественно индуизм в форме шиваизма.
Влияние буддизма на широкие слои населения было гораздо больше влияния на правящую элиту, что доказывают многочисленные археологические памятники. В то же время в определённые эпохи и тямские цари были адептами буддизма, хотя и продолжали поклоняться Шиве в образе Бхадрешвары или Шамбхубхадрешвары. Некоторые цари именовались чакравартинраджа («царь, поворачивающий колесо дхармы»), что свидетельствовало об их приверженности буддизму. Так, буддистом был основатель Индрапурской династии Джайя Индраварман, который в 875 году основал в новой столице монастырь Авалокитешвары под названием Лакшминдра Локешвара (современный Донгзыонг). После него многие цари Индрапурской династии и их придворные покровительствовали махаянским монахам и монастырям.
Даже после Индрапурской династии, прервавшейся в конце X века, буддизм по-прежнему существовал наравне с индуизмом, не соперничая с ним, а заняв своё место в культуре тямской элиты. Бодхисаттва Авалокитешвара был широко представлен в различных изображениях Тямпы. В Донгзыонге (современный уезд Тхангбинь провинции Куангнам) имелись ступы, что, возможно, указывает на более позднее вьетское влияние, так как у тямов не было традиции возводить такие сооружения. Архитектура храмового комплекса говорит о кхмерском и яванском влиянии, в скульптуре заметны китайские черты. По-видимому, буддизм в монастыре Донгзыонга был пронизан иноземными заимствованиями.
В середине XI века царь Джайя Парамешвараварман из Пандуранги основал буддийский монастырь, в 1080-х годах буддистом был царь из другой династии — Парамабодхисатва. За исключением нескольких надписей на санскрите, которые указывают на разные формы махаяны и её превращение в ваджраяну, большинство памятников тямского буддизма невозможно точно датировать. Не известны периоды создания даже таких знаменитых культовых мест, как комплекс пещер «Мраморные горы» в Куангнаме и урочище Фонгня в северной части Куангбиня. В Фонгне было найдено много терракотовых медальонов с изображениями Будды, Авалокитешвары и некоего женского божества (возможно, Тары или Праджняпарамиты).
Ваджраяна или тантрический буддизм распространилась в Юго-Восточной Азии между VIII и X веками. Одна из надписей, сделанная в начале X века в монастыре Прамудита Локешвара, повествует о том, что здесь практиковали тайные и символические тантры. В тямской ваджраяне преобладал культ трёх «главных» будд: Шакьямуни, Амитабхи и Вайрочаны, а также трёх «младших» будд: Ваджрадхары, Локешвары и Ваджрасаттвы. Многие тантрические учения и практики существовали параллельно с шиваизмом.

### Местные культы

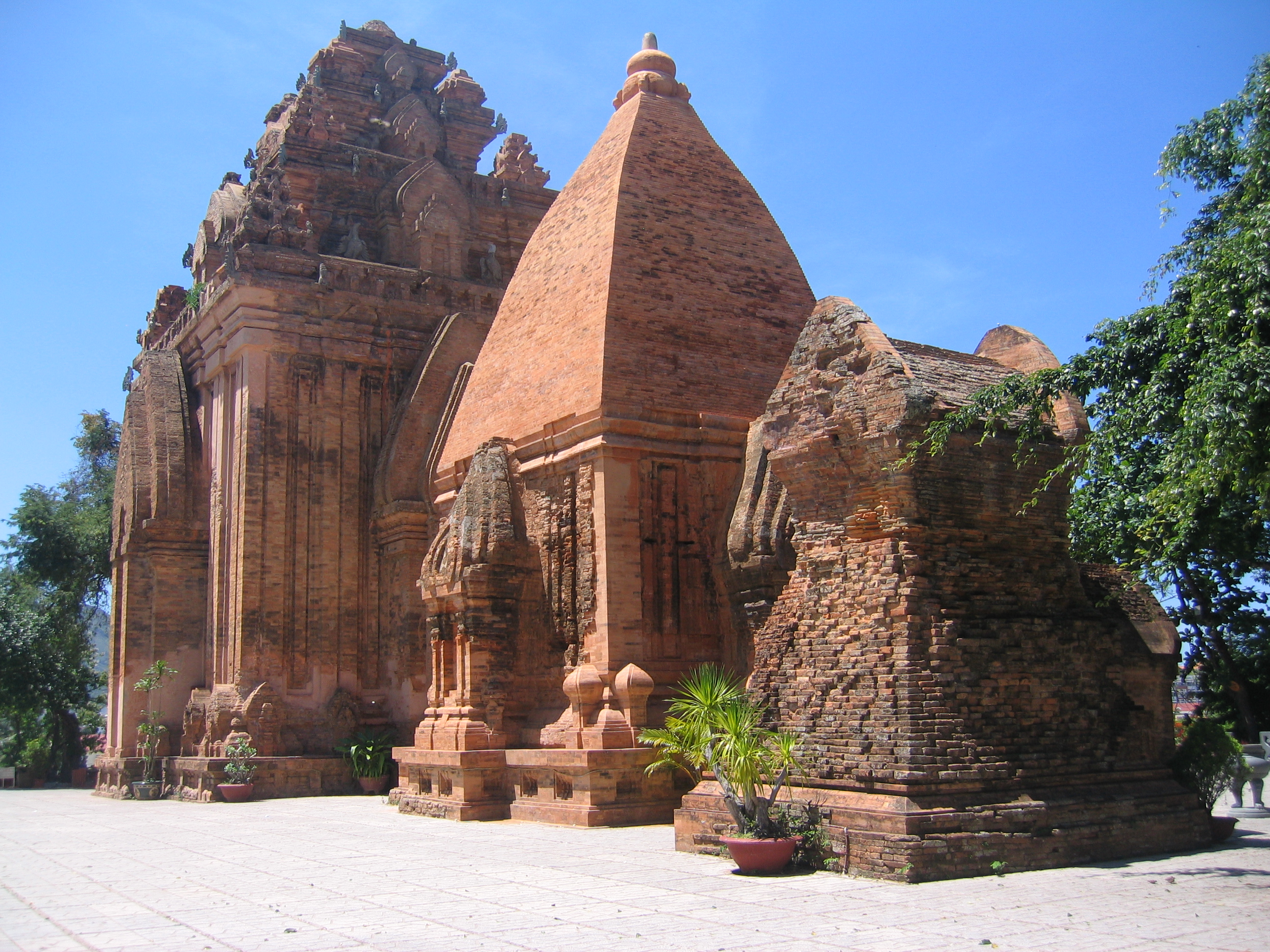
Храм По-Нагар

Больше всего следов древних местных культов и верований сохранилось в храме По-Нагар в Нячанге. Эти так называемые «народные» верования мирно сосуществовали с «официальными» культами, пришедшими из Индии, на протяжении всей истории Тямпы.
В число местных культов Тямпы входил анимизм, особенно вера в духов природы. Для древних тямов были характерны страхи перед неизвестностью и «злыми силами», особенно страх перед джунглями — вместилищем насилия, хаоса и дикости. Тямы противопоставляли древние культы, связанные с дикой природой, с религиями, распространёнными на обрабатываемых равнинах и в городах. Характерным примером народных верований являются надписи, найденные на жертвенном кувшине и блюде — «Хозяину лесной чащи».
Местные культы обожествляли силу земли в дереве или камне. Культ всегда был тесно связан с одним из местных божеств, которое, в свою очередь, связывалось с правом на земельный участок. Камень (в поздние периоды — лингам) поливали маслом или благовониями, что должно было обеспечить дождь и плодородие в данной местности, которую и олицетворял собой камень. Благодаря таким церемониям камень сам становился божеством, способным влиять на духов природы. Также тямы почитали духи предков, местных героев и убитых людей, духи водоёмов, лесов и отдельно стоявших камней. Особую роль играли духи земли.

### Культы женских божеств
В Тямпе было широко распространено почитание богини-матери, богини земли, хранительницы страны и её жителей. Эту роль выполняла Янг пу Нагара, или По-Нагар (в санскритских надписях она отождествлялась с Бхагавати). Её главное святилище находилось в Каутхаре (современный город Нячанг), поэтому с VIII века По-Нагар называли «богиней Каутхары». По традиции она почиталась в форме золотой или каменной статуи (оригинальную статую, украшенную золотом и самоцветами, в IX веке похитили вторгшиеся в Тямпу кхмеры). В XI веке, когда в Каутхаре появились первые тексты на чамском языке, её стали называть «богиня страны» или «богиня земли» (Янг пу Нагара).
С X века культ богини По-Нагар вышел за пределы Каутхары и начал дополнять культ бога-покровителя тямских царей Бхадрешвары, центром которого являлся Мишон. Отныне это не был локальный (южный) культ, он превратился в культ двух божеств, оберегающих всю страну. Даже вьеты, начавшие колонизацию северных земель Тямпы, включили По-Нагар в свой обширный пантеон (отчасти это было сделано для того, чтобы умерить недовольство побеждённых и быстрее ассимилировать тямов на захваченных землях).
В XI веке храм По-Нагар представлял собой почитаемый всеми тямами религиозный центр. Более поздние тексты называли По-Нагар «Чёрной владычицей», что опять же свидетельствует о тесной связи богини с землёй. Кроме По-Нагар в Тямпе почитали двух женских бодхисаттв — махаянскую Праджняпарамиту и тантрическую Тару, которая воплощала в себе женский образ сострадания. Некоторые божества буддийского пантеона принимали женские формы и им поклонялись в рамках культа предков.

### Культ предков

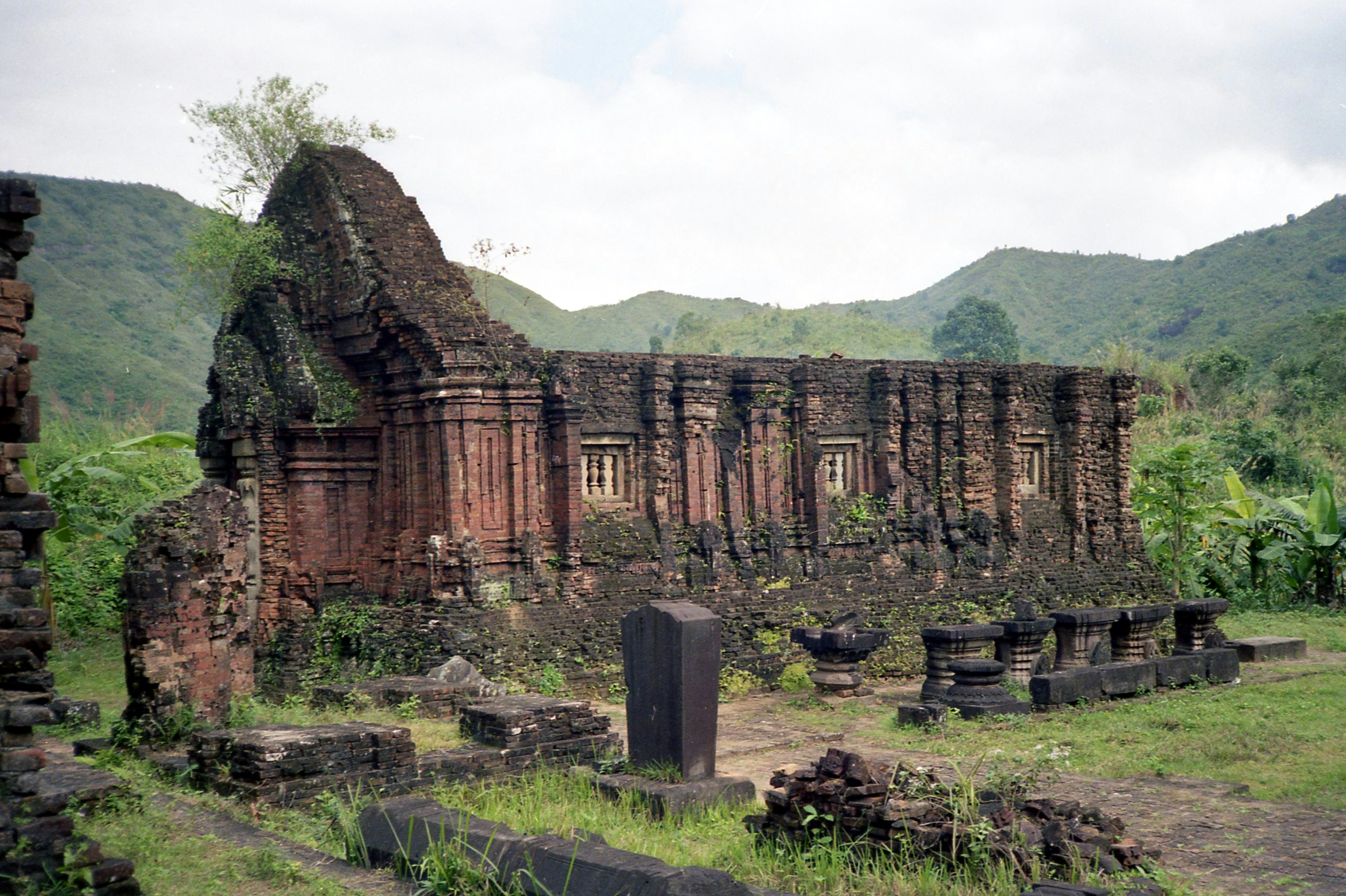
Развалины Мишона

Особое место в религии тямов занимали культы предков — основателей правящих династий. Их почитали в храмах наряду с богами, в честь них совершали церемонии с их изображениями. Уже в VII веке в Мишоне наряду с культом Бхадрешвары почитались божества культа царских предков Ишанешвара и Прабхасешвара. В Симхапуре существовал храм в честь Кандарпадхармана — отца прабабки одного из царей. Потомки царя Пракашадхармана ввели культ божества Пракашабхадрешвары. Таким образом, сменявшие друг друга цари являлись как бы продолжателями династических предков, которые были богами, вышедшими из лингама.
Супруга основателя Индрапурской династии (875—989) Раджакула Харадеви ввела в обиход несколько культов: бога Индрапарамешвары (в честь своего покойного мужа Джайи Индравармана), бога Рудрапарамешвары (в честь своего отца Рудравармана) и богини Рудромы (в честь своей матери). Племянник Харадеви основал в честь тёти культ богини Харомадеви, а в середине XI века один из тямских царей построил в честь Харадеви буддийский монастырь Раджакула. Всех этих предков, обожествлённых родственниками и включённых в тямский пантеон, воплощали в виде статуй, которые обладали неким портретным сходством с реальными прототипами.
С X века в тямских надписях растёт число упоминаний культа царских предков. Каждая правящая династия старалась распространить культ своего предка на всю Тямпу. Появляются примеры культа предков в знатных родах, приближённых к царскому, которые также начинают возводить святилища со статуями, изображающими родоначальника династии. Семьи обычных тямов поклонялись предкам у себя дома, но в силу специфики их жилья никаких следов этого не сохранилось. Таким образом, в Тямпе параллельно существовали культ царских предков, почести которым воздавались по всей стране, и семейный культ предков, практиковавшийся в жилищах простолюдинов.
К Индрапурской династии примыкало несколько боковых ветвей, царских и княжеских родов. Жена одного из царей по имени Трибхуванадеви ввела культ, посвящённый своей бабке Врддхакуле (она была младшей сестрой неизвестного по имени «царя царей» из Вишнупуры). Семья Трибхуванадеви, породнившись с Индрапурской династией, стала влиятельным кланом, три её брата служили при дворе министрами. Эти братья возвели в Вишнупуре храм в честь Врддхакулы, который положил начало буддийскому монастырю Врддхалокитешвара (это женская форма имени Авалокитешвара). Постепенно культ царских предков приобрёл территориальный характер и сводился к закреплению права на землю. Поклонение божествам земли сливалось с поклонением царским предкам, которые покровительствовали династии из данной местности.
Как только какая-либо династия пресекалась, их «божественные» предки-покровители исчезали из тямских надписей (прекращение упоминаний могло означать, что этим божествам больше не поклонялись, не строили им святилища и не приносили жертвы). Ещё одной особенностью тямского культа предков были надписи, содержавшие проклятия для тех, кто разрушит или приведёт в запустение данное святилище (обычно эти надписи проклинали предков и потомков тех, кто осмелился преступить запрет).
Другим проявлением заупокойного культа, в котором пересекались местные боги земли и индуистские божества, были куты — могилы основателей рода в виде каменных памятников, изображающих предков. Усопшие как бы отождествлялись с кутами, которые размещались в центре земельного владения и символизировали предков нынешних владельцев удела. Каждый такой памятник был «сердцем» удела, а предки «подтверждали» права своих потомков на эту землю. В Тямпе куты получили широкое распространение с XV века и являлись, вероятно, продолжением древнего культа предков и божеств-покровителей местности. Обычно кут ставился в центре священной для семьи рисовой чеки, с которой брался рис для храмовых подношений. Таким образом, куты воплощали в себе как дух предков, так и божество земли, от которого зависела урожайность семейного удела. Позже в южной Тямпе, сохранившей свою автономию, куты стали связывать с родословной по женской линии.

### Погребальный культ
Согласно китайским источникам, погребальные обряды тямов разнились в зависимости от местности. По-видимому, кремация практиковалась не везде. К тому же, кремация касалась лишь брахманов, кшатриев и придворных сановников, простолюдинов и детей хоронили в земле. Некоторые тямские надписи указывают на существование ритуала сати — после смерти царя всех его жён сжигали на погребальном костре, а их останки выбрасывали в море, однако этот обряд был крайне редким.
Тела умерших представителей элиты на несколько дней выставляли для оплакивания, а члены семьи в знак траура обривали себе головы. После кремации лобную кость черепа разбивали на девять кусков. Эти осколки убирали в ларец из драгоценного металла (клонг) и хранили в семье, используя во время обряда в честь усопших («поклонение куту»). Клонги мужчин стояли в восточной части дома, а женщин — в западной.

## Комментарии
1. ↑  Кроме того, в крупных тямских портах, таких как Хойан, издавна существовали кварталы китайских купцов[1].
2. ↑  Например, в 1318 году тямский царь, известный из записей по вьетнамскому имени Те Нанг, потерпел поражение от вьетов и скрылся на Яве — родине своей матери[18].
3. ↑  В середине VIII века китайские хроники перестают упоминать Линьи, именуя землю тямов Хуаньвань. Тогда же центр Тямпы сместился из долины реки Тхубон южнее[21].
4. ↑  Китайские летописи называли страну Чжаньчен (佔城), что переводится как «Божественный город» и означает «Тямпапура» или «Град Тямпа»[22].
5. ↑  Тямы не пользовались бумагой, но для записи текстов использовали тонко выделанную и закопчённую дымом баранью кожу. Писали на ней заточенной бамбуковой палочкой, но никаких следов этих документов на пергаменте не сохранилось[88].

### На русском языке
- Брук С. И. Население мира. Этно-демографический справочник. — Москва: Наука, 1981.
- Деопик Д. В., Кузнецов А. И. Малые народы Индокитая. — Москва: Главная редакция восточной литературы издательства «Наука», 1983.
- Тхе Чинь Као. Традиционное жилище народов плато Тэйнгуен. — Москва: Институт этнологии и антропологии имени Н. Н. Миклухо-Маклая РАН, 1994.
- Чеснов Я. В. Историческая этнография стран Индокитая. — Москва: Главная редакция восточной литературы издательства «Наука», 1976.
- Анна-Валери Швейер. Древний Вьетнам. — Москва: Вече, 2014. — ISBN 978-5-9533-3838-7.
- Шпажников Г. А. Религии стран Юго-Восточной Азии. — Москва: Главная редакция восточной литературы издательства «Наука», 1980.

### На английском языке
- Peter Boomgaard. Southeast Asia: An Environmental History. — Santa Barbara, California: ABC-CLIO, 2007. — ISBN 978-1-85109-419-6.
- Michael A. Di Giovine. The Heritage-scape: UNESCO, World Heritage, and Tourism. — Lanham, Maryland: Lexington Books, 2008. — ISBN 978-0-7391-1434-6.
- Andrew David Hardy, Mauro Cucarzi, Patrizia Zolese. Champa and the Archaeology of Mỹ Sơn (Vietnam). — Singapore: NUS Press (National University of Singapore), 2009. — ISBN 978-9971-69-451-7.
- Charles Higham. Encyclopedia of Ancient Asian Civilizations. — New York City: Infobase Publishing, 2014. — ISBN 0-8160-4640-9.
- Bruce Lockhart, Tran Ky Phuong. The Cham of Vietnam: History, Society and Art. — Singapore: NUS Press (National University of Singapore), 2011. — ISBN 978-9971-69-459-3.
- James Minahan. Ethnic Groups of South Asia and the Pacific: An Encyclopedia. — Santa Barbara, California: ABC-CLIO, 2012. — ISBN 978-1-59884-659-1.
- James Minahan. Encyclopedia of the Stateless Nations: Ethnic and National Groups Around the World. Volume I A—C. — Santa Barbara, California: ABC-CLIO, 2002. — ISBN 0-313-32109-4.
- Gitesh Sharma. Traces of Indian Culture in Vietnam. — New Delhi, India: Rajkamal Prakashan Group, 2009. — ISBN 978-81-905401-4-8.
- Christopher Tadgell. The East: Buddhists, Hindus and the Sons of Heaven. — Abingdon-on-Thames: Routledge, 2015. — ISBN 978-0-415-40752-6.
- Spencer C. Tucker. The Encyclopedia of the Vietnam War: A Political, Social, and Military History. Second Edition. — Santa Barbara, California: ABC-CLIO, 2011. — ISBN 978-1-85109-961-0.
- Spencer C. Tucker. Vietnam. — Lexington, Kentucky: University Press of Kentucky, 1999. — ISBN 0-8131-2121-3.
- Barbara A. West. Encyclopedia of the Peoples of Asia and Oceania. — New York City: Infobase Publishing, 2010. — ISBN 978-0-8160-7109-8.

### На французском языке
- Jean-Francois Hubert. L'Art du Champa. — Parkstone Press International, 2013. — ISBN 978-1-78042-834-5.